# Хронологія російського вторгнення в Україну (жовтень 2022)
Ця стаття є частиною хронології широкомасштабного вторгнення РФ до України, яка, в свою чергу, є частиною хронології з 2014 року.

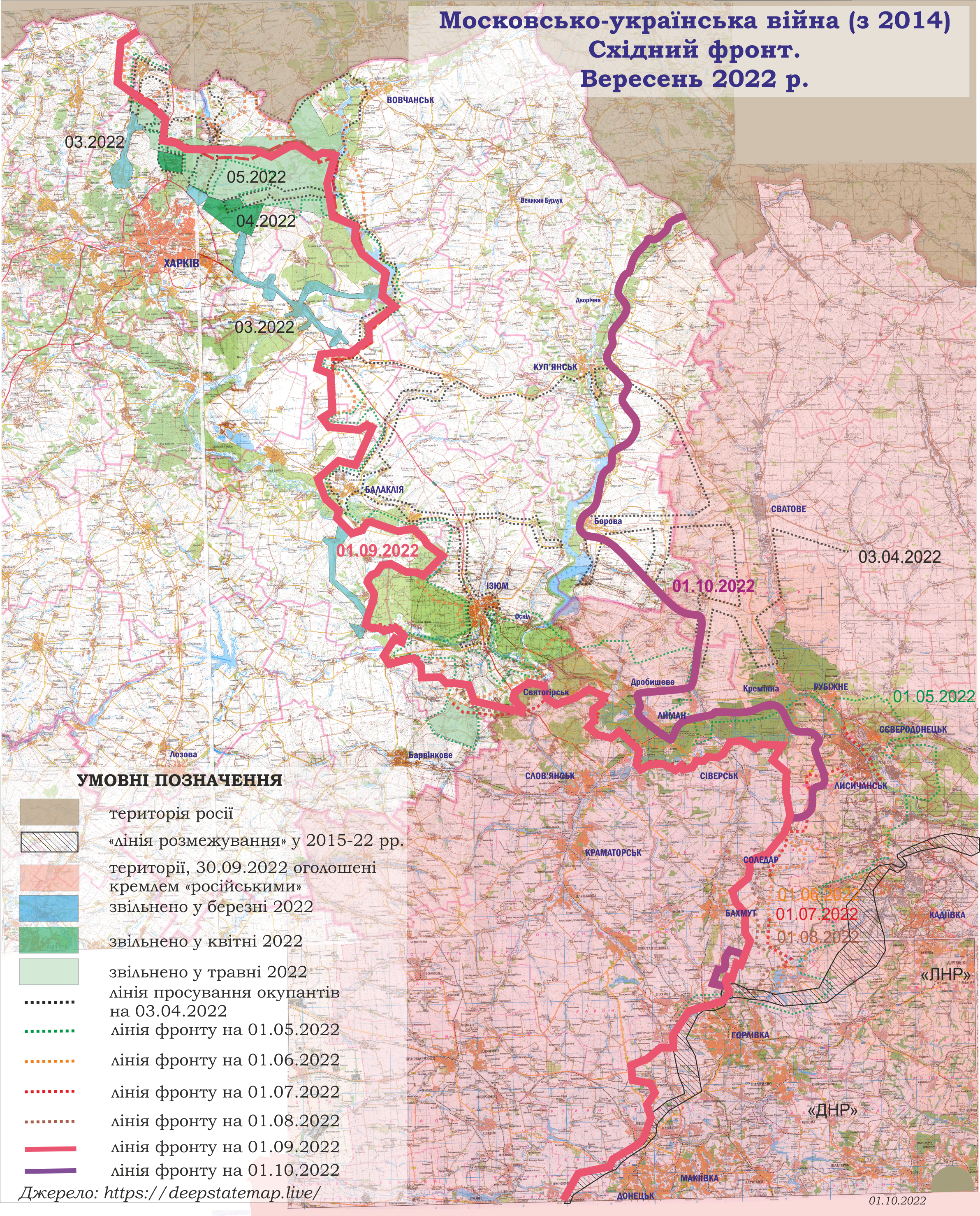
Зміни на Східному фронті протягом вересня 2022

Події вересня 2022 року перелічено в хронології за вересень 2022.

## Загальна обстановка на 1 жовтня 2022 року
Противник і надалі зосереджує зусилля на спробах повної окупації Донецької області, утриманні захоплених територій, а також зриві активних дій Сил оборони на окремих напрямках. Ворог обстрілює позиції наших військ вздовж усієї лінії зіткнення, веде повітряну розвідку. Завдає ударів по цивільній інфраструктурі та помешканнях мирного населення, порушуючи норми Міжнародного гуманітарного права, закони та звичаї ведення війни. Залишається загроза завдання противником авіаційних та ракетних ударів на всій території України.
Противник завдав 3 ракетних та 5 авіаційних ударів, здійснив більше 16 обстрілів з реактивних систем залпового вогню. Крім того, для завдання ударів по об'єктах інфраструктури ворог задіяв БпЛА.
Від ворожих ударів постраждало понад 11 населених пунктів. Це, зокрема, Бахмут, Трудове, Богоявленка, Новоукраїнка, Залізничне, Іллінка, Нікополь, Благодатівка, Миколаїв, Очаків та Одеса.
На Волинському та Поліському напрямках обстановка без суттєвих змін.
На інших напрямках противник здійснював обстріли з танків, мінометів, ствольної та реактивної артилерії: на Сіверському напрямку — в районі н.п.у Фотовиж Сумської області;
на Слобожанському напрямку — в районах н.п. Огірцеве, Охрімівка та Бударки Харківської області;
на Краматорському напрямку — в районах н.п. Блакитні Озера, Григорівка, Білогорівка, Івано-Дар'ївка, Закітне, Роздолівка, Веселе та Спірне;
на Бахмутському напрямку — в районах н.п. Соледар, Бахмут, Бахмутське, Одрадівка, Опитне, Зайцеве, Яковлівка, Юр'ївка, Майорськ та Нью-Йорк;
на Авдіївському напрямку — Авдіївка, Красногорівка, Опитне, Первомайське, Мар'їнка та Новомихайлівка;
на Новопавлівському напрямку — в районах н.п. Новоукраїнка, Парасковіївка, Пречистівка, Павлівка та Нескучне.
На Запорізькому напрямку противник активних наступальних дій не вів. Вогневого ураження ворогом завдано в районах 16 н.п. Серед них — Оріхів, Гуляйполе, Запоріжжя та Матвіївка.
На Південнобузькому напрямку обстрілів з танків, мінометів та ствольної артилерії зазнали райони понад 25 н.п., що поряд з лінією зіткнення.
Російські окупаційні війська продовжують зазнавати втрат у живій силі, озброєнні та військовій техніці. Лише у результаті вогневого ураження ворожого об'єкта в районі Золотого Луганської області, противник втратив близько 60 осіб загиблими та пораненими, а також 4 одиниці військової техніки.
Російське військове керівництво ретельно намагається приховати втрати особового складу у цій війні.
В той же час політичне керівництво російської федерації продовжує пошук шляхів поповнення втрат у живій силі. Зокрема, через узаконення залучення в'язнів до участі у війні. За наявною інформацією, на розгляд держдуми росії внесено законопроєкт про зміни у кримінальному кодексі російської федерації, в якому передбачається відбування покарання засуджених в районі ведення бойових дій.
На тимчасово захопленій території України російська окупаційна влада, грубо порушуючи правила ведення війни та права людини, активізувала заходи щодо примусової мобілізації чоловічого населення призовного віку для поповнення втрат російських військових частин. Для своєчасного виконання мобілізаційних заходів та придушення спротиву місцевого населення до міст Бердянськ та Мелітополь прибули додаткові підрозділи росгвардії.
За добу Сил оборони України відбили атаки противника в районах населених пунктів Козача Лопань, Бахмут, Весела Долина, Зайцеве та Первомайське.
Для підтримки наземних угруповань авіація ЗСУ протягом доби завдала 21 удар, було уражено опорний пункт росіян, 17 районів зосередження озброєння та військової техніки, а також 3 зенітних ракетних комплексів противника. Крім того, наші підрозділи протиповітряної оборони збили один БпЛА.
Ракетні війська і артилерія уразили 4 командних пункти, 4 райони зосередження живої сили, озброєння та військової техніки. Також в зону ураження потрапили 2 склади з боєприпасами.

## 1-10 жовтня

### 1 жовтня

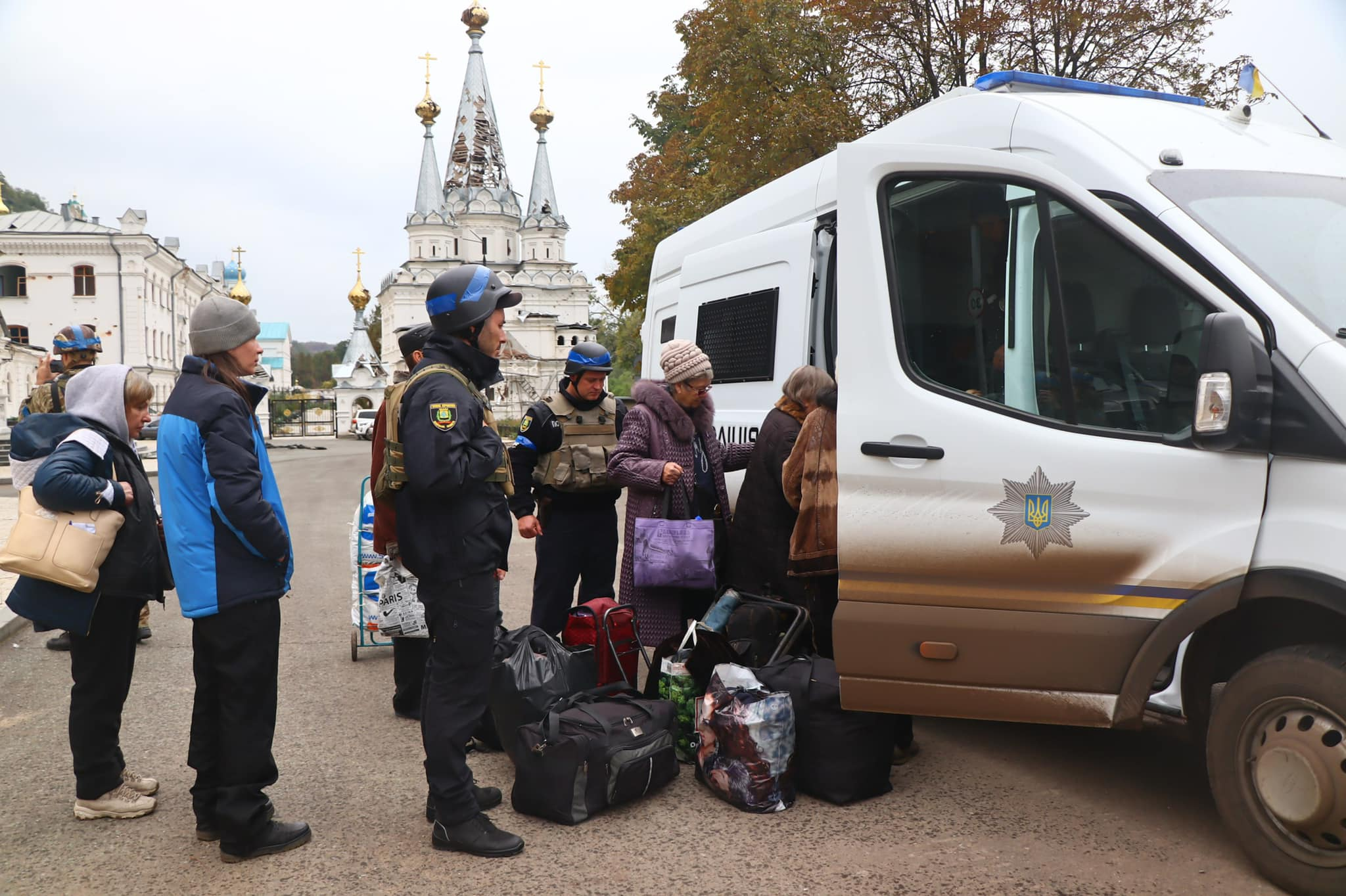
Доставка гуманітарної допомоги в пошкоджену обстрілами Святогірську лавру

ЗСУ продовжували знищення російського терористичного угруповання навколо Лиману на Донеччині. Після боїв у місті росіяни повідомили, що залишили Лиман.
У Криму після вибуху виникла потужна пожежа поблизу аеропорту «Бельбек», що біля Севастополя. Окупанти повідомляють про НП з літаком і вибух боєкомплекту.
За добу Сили оборони України відбили атаки противника в районах н.п. Козача Лопань, Бахмут, Весела Долина, Зайцеве та Первомайське, Виїмка, Бахмутське.
Противник завдав 4 ракетних та 16 авіаційних ударів, здійснив більше 75 обстрілів з РСЗВ. Також удари наносились за допомогою БПЛА. Від ворожих ударів постраждало понад 30 н.п., зокрема, Бахмут, Трудове, Богоявленка, Новоукраїнка, Залізничне, Іллінка, Нікополь, Благодатівка, Миколаїв, Очаків та Одеса (2 Іскандери), Білогорівка, Красногорівка, Мар'їнка, Водяне, Трудове, Оріхів.
На дорозі Куп'янськ-Сватове виявлено колону з 7 цивільних автомобілів, розстріляну російською ДРГ: серед 24 загиблих — вагітна жінка і 13 дітей. Злочин вчинено 25 вересня.
Протягом липня-вересня рідним вдалося повернути тіла 2,5 тис. загиблих українських героїв.
В Україні указом Президента скасовано осінній призов і демобілізацію строковиків.
Набув чинності закон США про ленд-ліз для України.

### 2 жовтня

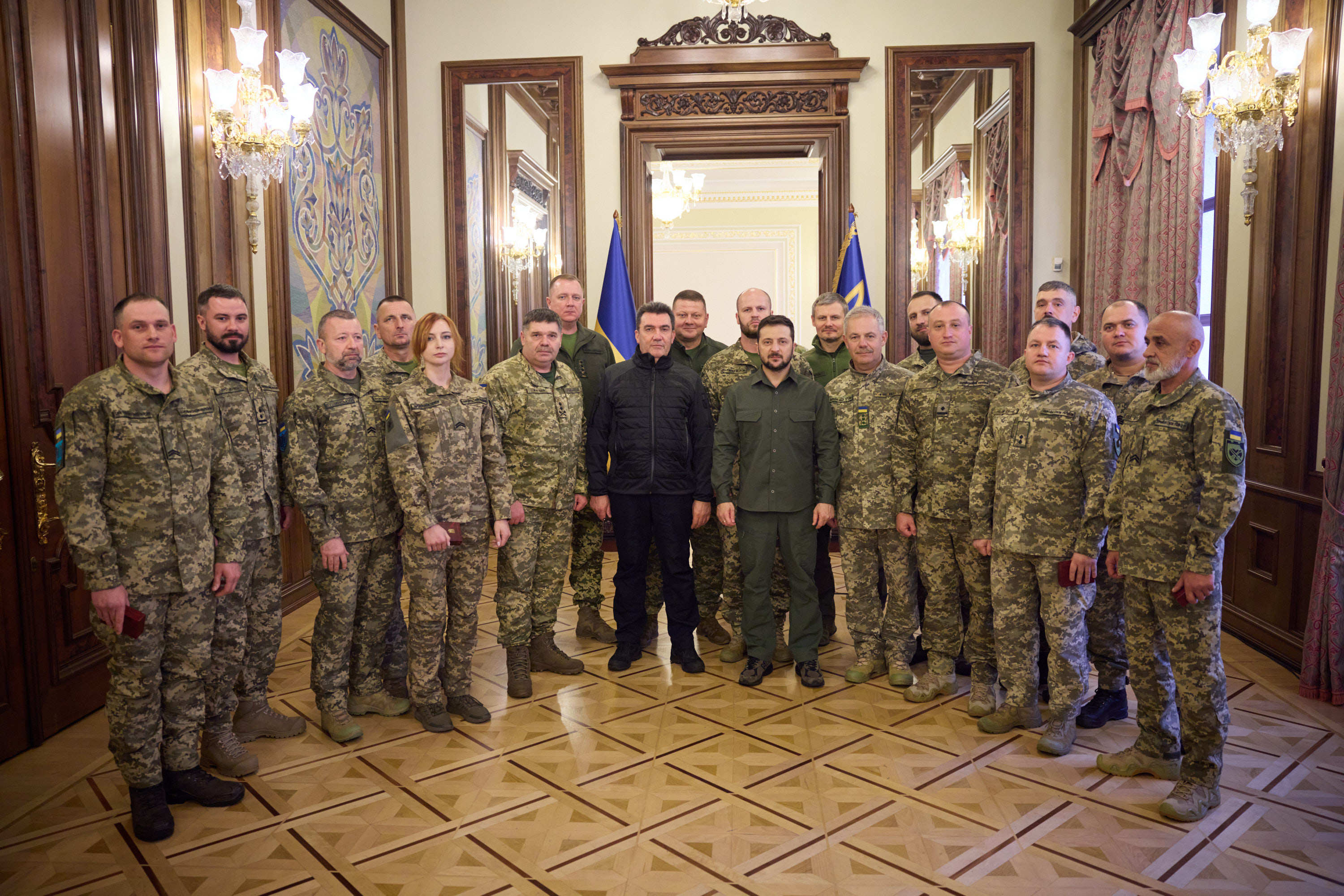
Нагородження військовослужбовців ТРО

З'явилась інформація про звільнення Торського на схід від Лиману і на просування ЗСУ на Херсонщині на півночі Бериславського району. Підтверджено звільнення Архангельського, Хрещенівки та Миролюбівки на півночі Бериславського району.
За добу підрозділи Сил оборони України відбили атаки противника в районах н.п. Зайцеве, Бахмутське, Бахмут, Одрадівка, Первомайське, Спірне та Виїмка, Невельське та Первомайське
За добу російські окупанти завдали 11 ракетних та 10 авіаційних ударів, здійснили понад 65 обстрілів з реактивних систем залпового вогню; від ворожих ударів постраждало понад 35 населених пунктів, серед них — Рідкодуб, Кривий Ріг, Запоріжжя, Залізничне та Миколаїв, Слов'янськ, Краматорськ, Білогорівка, Бахмут, Нетайлове, Водяне, Мар'їнка, Времівка.
Росія завдала дроном удару по ліцею в середмісті Кривого Рогу, з С-300 обстріляно околиці Запоріжжя, Миколаїв і область (2 загиблих).
У Туреччині спустили на воду новий український корвет типу Ada «Гетьман Іван Мазепа».

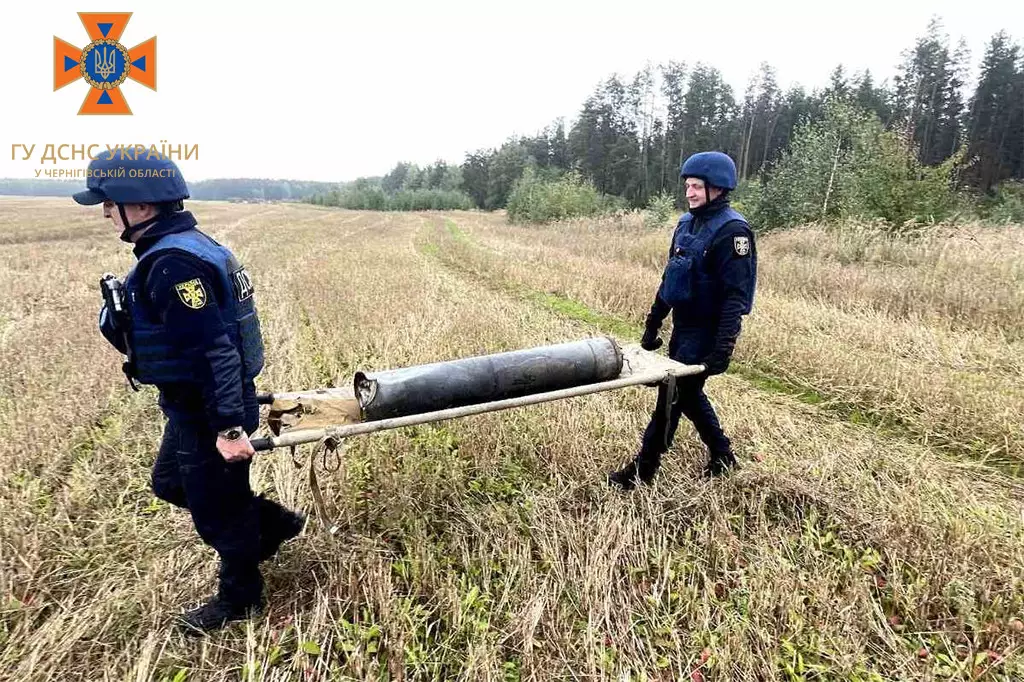
Станом на 3 жовтня ДСНС знешкодила 45 558 вибухонебезпечних предметів.

### 3 жовтня
ЗСУ звільнили Михайлівку і просунулись до Дудчан у Бериславському районі, було звільнено Золоту Балку, Гаврилівку, Новоолександрівку на Херсонщині а також Борову і Шийківку на сході Харківщини.
За добу ЗСУ відбили атаки росіян в районах н.п. Майорськ, Нью-Йорк, Зайцеве, Невельське та Побєда, Виїмка, Спірне, Озерянівка, Бахмутське, Мар'їнка та Бахмут, Кам'янка та Тернові Поди.

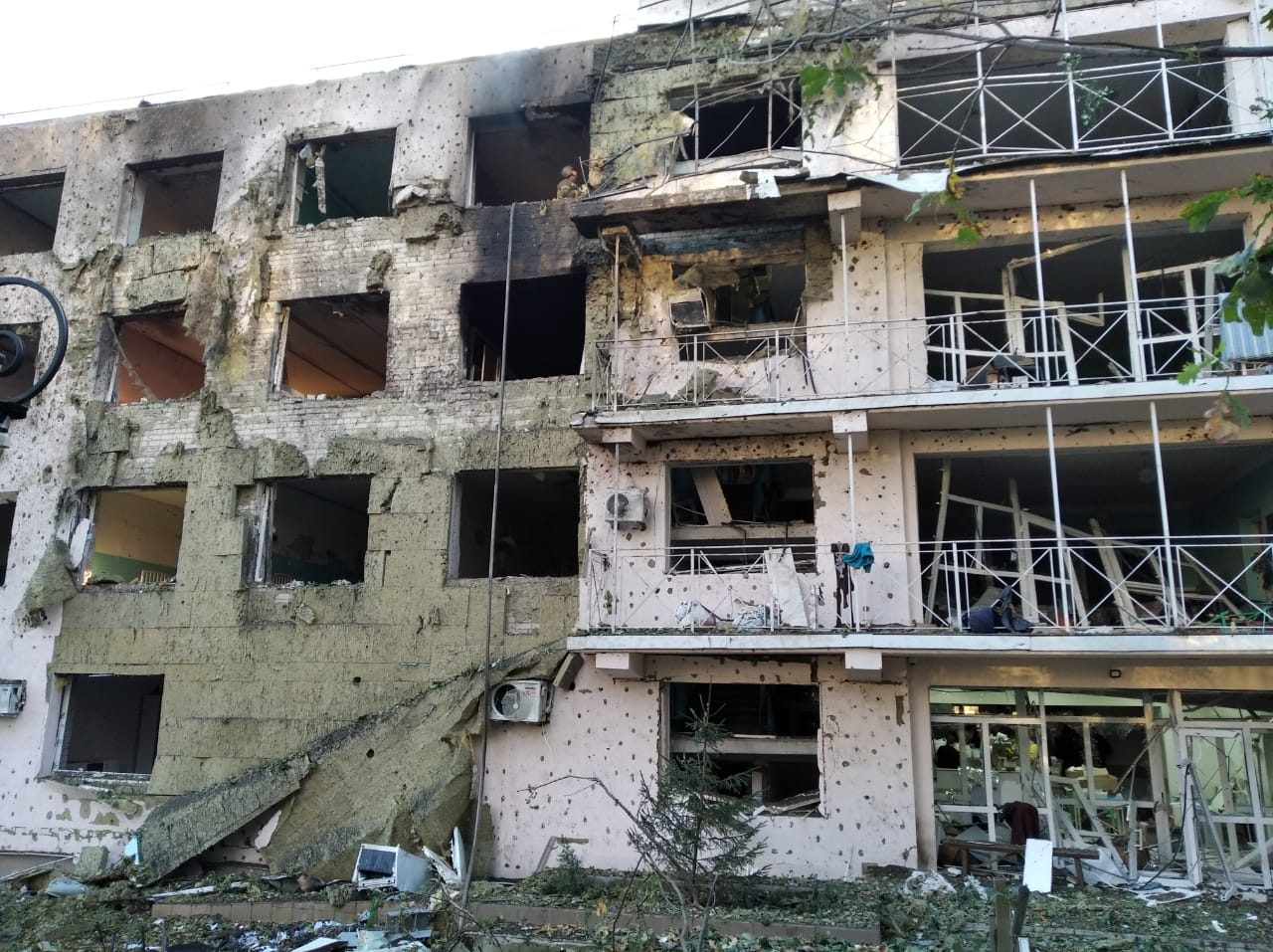
Центральна міська лікарня Куп'янська після ракетного удару 3 жовтня

За добу окупанти завдали 3 ракетних та 12 авіаційних ударів, здійснили понад 100 обстрілів з РСЗВ. Від ворожих ударів постраждало більш ніж 20 н.п., серед них — Дніпро, Нікополь, Марганець, Зеленодольськ, Запоріжжя, Бахмут, Спірне, Мар'їнка, Соледар, Білогорівка, Часів Яр, Благодатівка та Залізничне. (Ракетні удари по Запоріжжю, околицям Дніпра, лікарні у Куп'янському районі).
Держдума РФ схвалила протиправну «анексію» чотирьох регіонів України.

### 4 жовтня

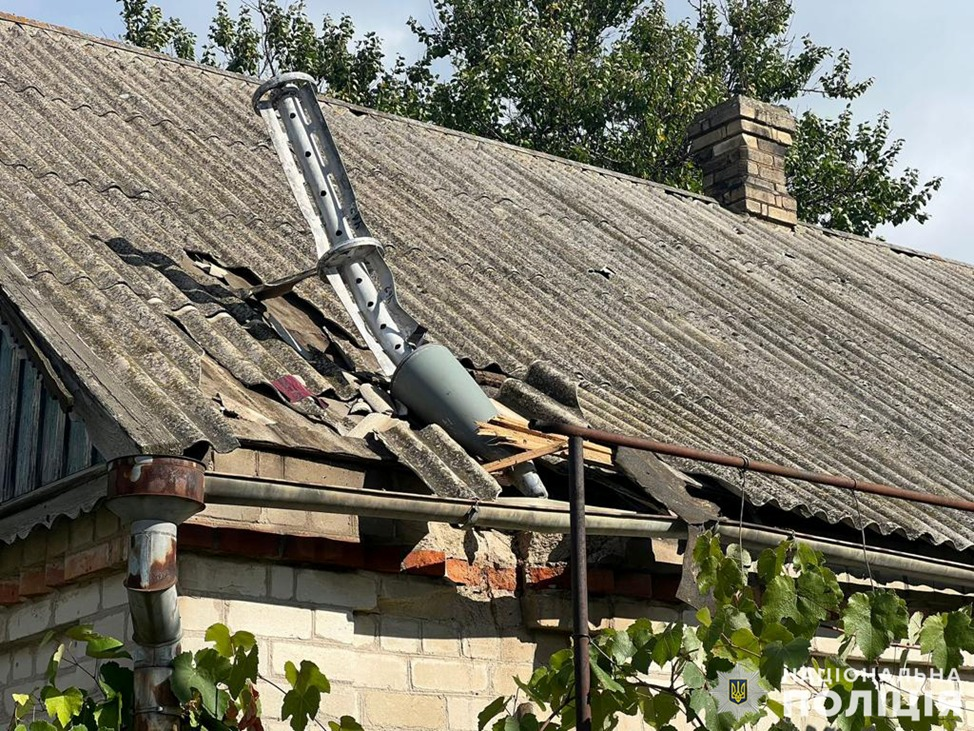
Наслідки обстрілу Запорізької області

Було звільнено Новопетрівку, Дудчани, Старосілля, Велику та Малу Олександрівку, Давидів Брід на Херсонщині, Богуславку і Борівську Андріївку на сході Харківщини. Всього МВС повідомило про звільнення 50 н.п. на Херсонщині.
За добу підрозділи Сил оборони України відбили атаки противника в районах н.п. Майорськ, Виїмка, Спірне, Озерянівка, Зайцеве, Бахмут, Бахмутське, Веселе, Первомайське та Новомихайлівка, Стрілеча, Зелене, Курдюмівка та Вугледар.
Протягом доби, окупанти завдали 9 ракетних та 6 авіаційних ударів, здійснили понад 56 обстрілів з РСЗВ. Від ворожих ударів постраждали більш ніж 27 населених пунктів, серед них — Харків та Краматорськ — ракетні удари, Андріївка (Дніпропетровської області), Бахмут, Залізничне, Вознесенськ та Придніпровське, Шипувате, Майорськ, Гуляйполе, Залізничне, Андріївка, Білогірка. Збито дрон, який намагався атакувати Одесу.
США оголосили про надання Україні нового пакету військової допомоги на $625 млн. «Совфєд» РФ «прийняв» тимчасово окуповані українські території до складу РФ.

### 5 жовтня
ЗСУ звільнили перше село на півночі Луганщини — Греківку. За добу було звільнено 6 населених пунктів.
ЗСУ відбили атаки окупантів в районах населених пунктів Виїмка, Бахмутське, Бахмут, Майорськ та Новомихайлівка, Соледар, Одрадівка, Красногорівка, Майорськ та Новомихайлівка.

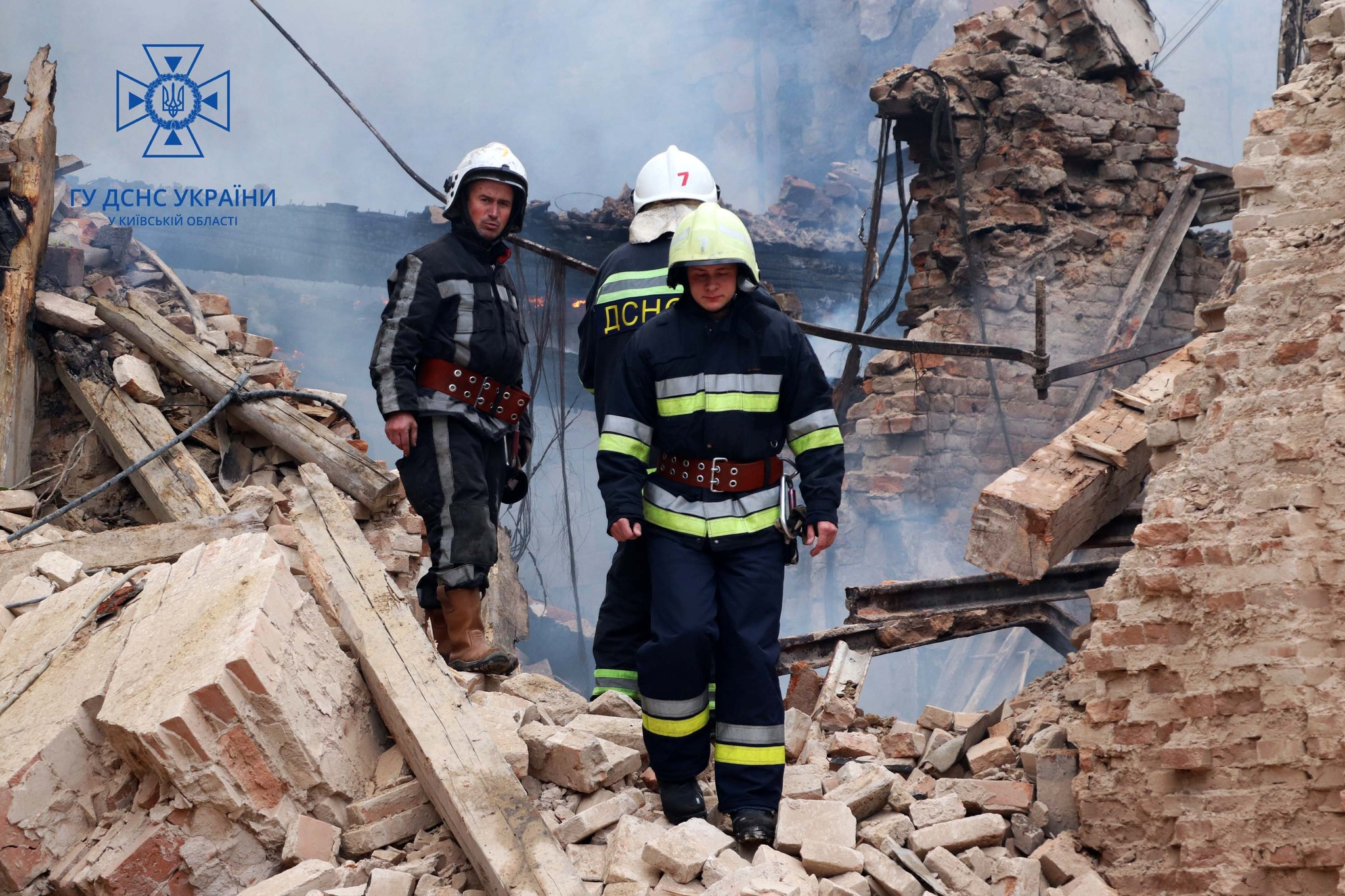
Наслідки ударів дронами-камікадзе по Білій Церкві

Окупанти завдали 5 ракетних та 8 авіаційних ударів, здійснили понад 65 обстрілів з РСЗВ. Від ворожих ударів постраждали більш ніж 30 населених пунктів, серед них — Біла Церква (дрони), Рідкодуб, Сіверськ, Соледар, Білогірка, Карлівка, Запоріжжя (ракетна атака), Куп'янськ, Білогорівка, Кривий Ріг, Прогрес, Нікополь та Мирне, Гуляйполе (ракетна атака), Нікополь, Кривий Ріг та Мирне (місто Біла Церква атакували дронами-камікадзе типу Shahed-136, зафіксовано 6 влучань та вибухів (попередньо — по порожнім казармам 72-ї ОМСБр), ще 6 дронів вдалося збити.
Путін затвердив ратифікацію «договору про прийняття» ДНР, ЛНР, Запорізької та Херсонської областей до складу РФ та підписав укази про призначення тимчасово в.о. «голів» захоплених регіонів.

### 6 жовтня

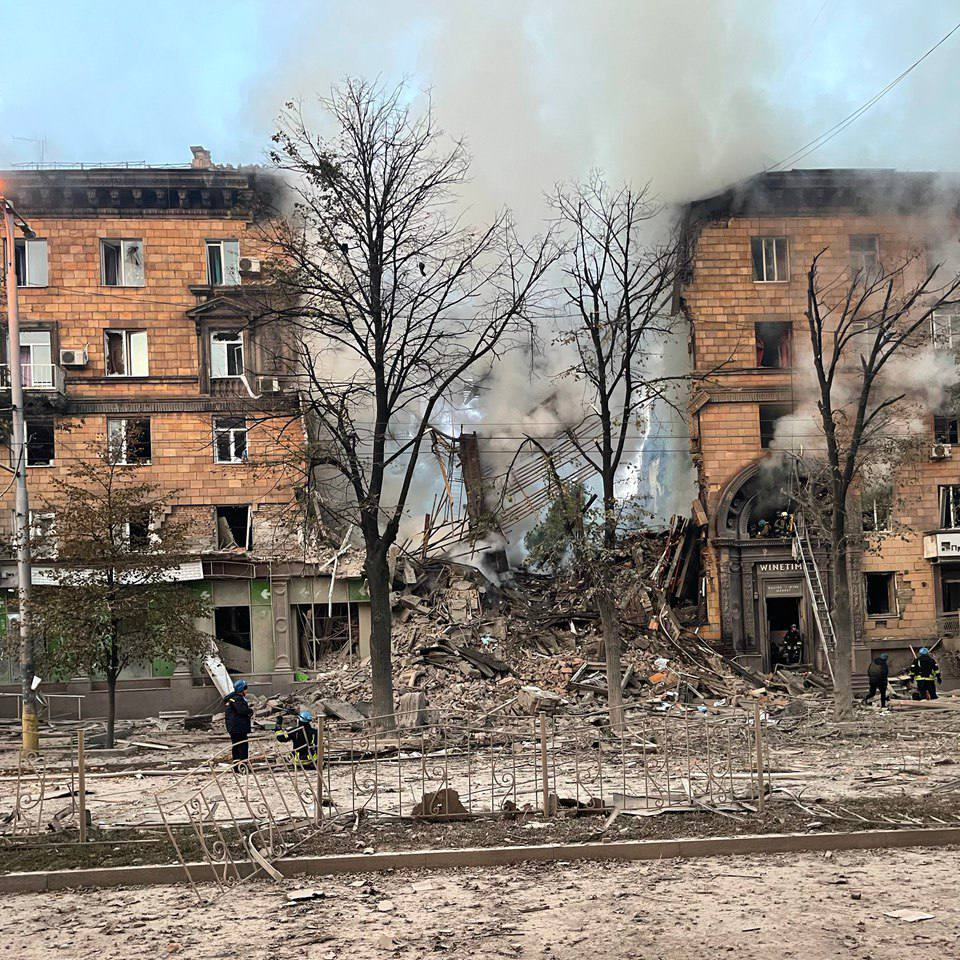
Будинок у Запоріжжі після обстрілу 6 жовтня

Із 1 жовтня ЗСУ звільнили 29 населених пунктів у Херсонській області. За добу ЗСУ відбили російські атаки в районах н.п. Соледар, Бахмутське, Яковлівка, Одрадівка, Зайцеве, Бахмут, Красногорівка, Побєда, Водяне та Любомирівка, Виїмка, Красне, Майорськ, Веселе, Невельське, Кам'янка та Тернові Поди.
Окупанти завдали 8 ракетних та 15 авіаційних ударів, здійснили понад 70 обстріли з РСЗВ. Від ворожих ударів постраждали більш ніж 25 населених пунктів, серед інших це — Запоріжжя, Шепетівка, Сіверськ, Білогорівка, Ольгівське та Гоптівка, Новомихайлівка, Залізничне, Спірне, Давидів Брід, Благодатівка, Мирне, Харків, Миколаїв та Нікополь.
Зокрема, нанесено ракетні удари по Шепетівці, Запоріжжю (13 загиблих в житловому будинку). Сили ППО збили 15 іранських дронів-камікадзе «Shahed-136», ударний безпілотник «Mohajer-6» та 3 крилаті ракети Х-22. У Харкові вперше підтвердили російський удар з дронів-камікадзе. Ціллю стала зачинена нафтобаза в Основ'янському районі міста.
Верховна Рада прийняла постанову щодо самовизначення корінних народів РФ

### 7 жовтня
ЗСУ відбили атаки противника в районах н.п. Виїмка, Бахмутське, Красна Гора, Бахмут, Майорськ, Андріївка, Первомайське, Веселе, Кам'янка, Побєда, Невельське, Новомихайлівка та Тернові Поди, Озерянівка, Зайцеве, Одрадівка, Красногорівка, Протягом доби окупанти завдали 7 ракетних та 12 авіаційних ударів, здійснили близько 80 обстрілів з реактивних систем залпового вогню. Ударів противника зазнали понад 20 населених пунктів. Зокрема, Рідкодуб, Гуляйпільське, Новоандріївка, Запоріжжя, Миколаїв, Славгород, Біловоди, Вугледар.
Запоріжжя атаковано іранськими дронами (вперше). Обстріляно Нікополь. Російська ракета ударила по мікроавтобусу у колоні цивільних у Даріївці на Херсонщині, є загиблі.

### 8 жовтня
Вночі о 00:59 через черговий обстріл російськими військами була пошкоджена і відімкнулась остання лінія зв'язку з енергосистемою 750кВ ЗАЕС — Дніпровська. В результаті відбулось повне знеструмлення Запорізької АЕС. В автоматичному режимі увімкнулись дизель-генератори.
Близько 6:05 ранку на Кримському мосту відбувся сильний вибух.. Попередньо, під час руху вибухнула вантажівка, одночасно зайнялися цистерни з паливом у потязі, що рухався по залізничній частині мосту. В результаті обрушилось 2 прольоти автомобільної частини у напрямку росія-Крим.
За добу підрозділи Сил оборони України відбили ворожі атаки в районах н.п. Білогорівка, Бахмутське, Бахмут, Майорськ, Красногорівка та Терни, Соледар, Іванград, Первомайськ, Опитне, Невельське та Побєда.
Протягом доби окупанти завдали 3 ракетних та 26 авіаційних ударів, здійснили понад 75 обстрілів з РСЗВ. Вогневого ураження зазнали понад 30 населених пунктів, зокрема, Біловоди, Грабовське, Славгород, Уди, Чугунівка, Харків (ракетний удар), Часів Яр, Білогорівка, Красногорівка, Мар'їнка та Новомихайлівка, Попівка, Грабовське, Макіївка, Спірне, Білогорівка, Іванград, Опитне, Кліщіївка, Вугледар, Запоріжжя (ракетний удар), Нікополь, Урожайне та Давидів Брід.
РФ призначила генерала Сергія Суровікіна новим командувачем об'єднаного угруповання своїх окупаційних військ в Україні.
За інформацією ГУР МОУ, в Москві відбулися арешти високопоставлених військових.

### 9 жовтня

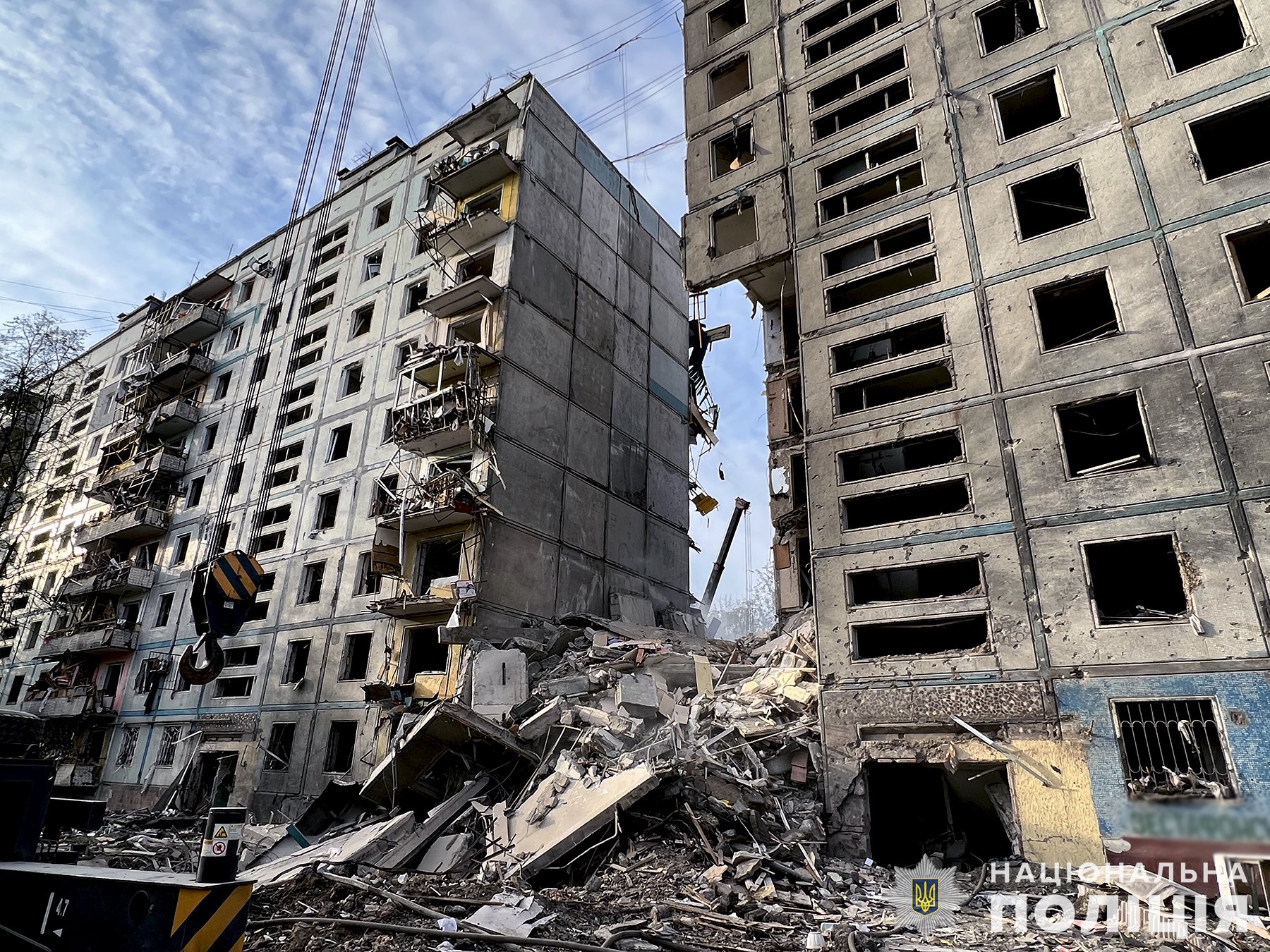
Будинок у Запоріжжі після обстрілу 9 жовтня

За добу підрозділи Сил оборони України відбили атаки противника в районах н.п. Бударки, Терни, Соледар, Нью-Йорк, Первомайське, Невельське та Побєда, Озарянівка, Кам'янка.
Протягом доби окупанти завдали 10 ракетних та 19 авіаційних ударів, здійснили понад 90 обстрілів з РСЗВ, постраждало населення та об'єкти більш ніж 30 населених пунктів, зокрема, Березнегувате, Макіївка, Спірне, Білогорівка, Зеленопілля, Времівка, Мар'їнка, Новомихайлівка, Вугледар, Давидів Брід, Нова Кам'янка, Трифонівка, Запоріжжя, Слов'янськ, Новобахмутівка, Сіверськ, Білогорівка, Нікополь та Благодатівка.
Росіянами завдано ракетний удар по житловому сектору Запоріжжя (17 загиблих). Зі слів Повітряних сил, було випущено: чотири крилаті ракети Х-22 (із Ту-22М3); дві керовані авіаційні ракети Х-59 (із Су-35); 14 — зенітних ракет із ЗРК С-300.
Обстріляно Нікопольський район. На Сумщині в селі Миропілля було використано дрони, що переносили гранати. В наслідок інциденту одна людина загинула від отриманих поранень.
У звільненому Лимані ексгумували перші 20 тіл на місці масового поховання.
Путін сказав, що підрив мосту на окупованому півострові це — «теракт, спрямований на руйнування критично важливої інфраструктури РФ».

### 10 жовтня

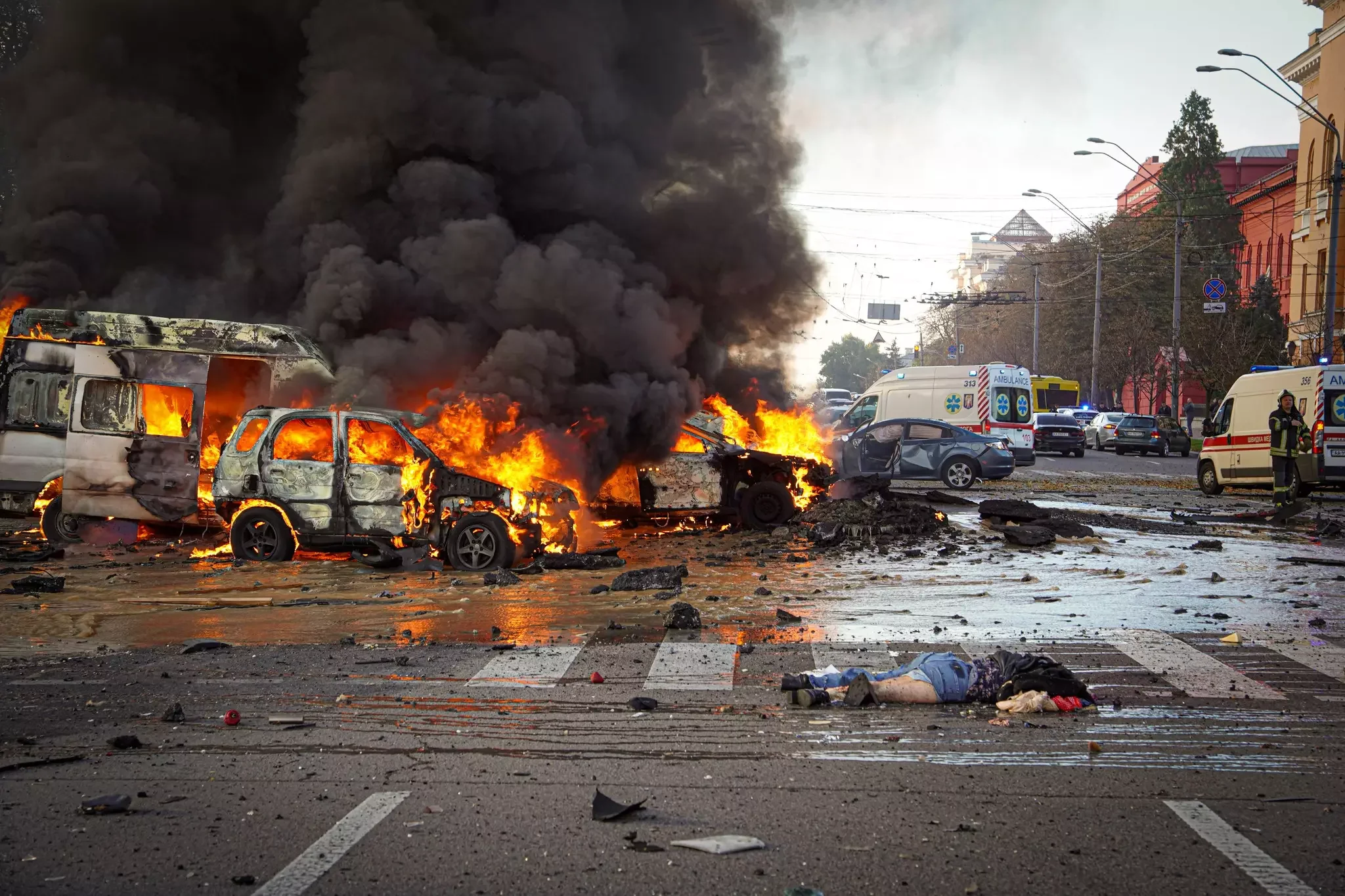
Київ після ракетного обстрілу

За добу підрозділи Сил оборони України відбили атаки противника в районах н.п. Бахмут, Бахмутське, Майорськ, Соледар та Первомайське. ЗСУ звільнили село Стельмахівка на Луганщині.
Протягом доби окупанти завдали понад 61 ракетний та 32 авіаційних удари, 92 удари з РСЗВ. ЗСУ було знищено 73 повітряні цілі: 46 крилатих ракет та 27 безпілотних літальних апаратів.
Внаслідок масованого ракетного удару за поточну добу постраждала інфраструктура та громадяни більш ніж 30 населених пунктів. Це, зокрема, Київ і область, Львів і область, Рівне, Житомир, Тернопіль, Хмельницький, Івано-Франківськ, Вінниця, Прилуки, Ніжин, Конотоп, Харків, Кременчук, Дніпро, Кривий Ріг, Запоріжжя, Миколаїв, Одеса. Унаслідок нічного ракетного удару по Запоріжжю вночі було зруйновано цілий під'їзд будинку, є постраждалі. 10 ракет С-300 було випущено по Миколаєву.
Є загиблі і поранені (щонайменше по Україні 23 людини загинуло та ще 100 отримали поранення), частково пошкоджені інфраструктурні об'єкти (ТЕЦ, зокрема, у Бурштинську ТЕС влучили 4 ракети), було знеструмлено Львів, Харків і область, у Кривому Розі більше 800 шахтарів опинились заблокованими під землею. Протягом доби електро- і водопостачання майже всюди було відновлено. В результаті прильоту двох ракет, які вдарили по об'єкту інфраструктури в Конотопі на Сумщині, в усіх районах Сумської області понад добу були проблеми з електропостачанням.

## 11-20 жовтня

### 11 жовтня
За добу підрозділи Сил оборони України відбили атаки окупантів в районах н.п. Миколаївка, Соледар, Бахмутське, Бахмут, Майорськ, Первомайське та Красногорівка.
Протягом доби окупанти знову завдали масованого ракетного удару, застосували майже 28 крилатих і 1 балістичну ракету, завдали 13 авіаційних ударів та здійснили понад 40 обстрілів з РСЗВ. 32 повітряні цілі було знищено підрозділами ППО України — це 20 ракет та 12 (з 14) безпілотних літальних апаратів.
Внаслідок масованого ракетного удару постраждала інфраструктура понад 10 населених пунктів у Львівській, Вінницькій, Дніпропетровській, Запорізькій та Донецькій областях, зокрема, це Львів, Попівка, Чугунівка, Ладижин, Кривий Ріг, Запоріжжя, Павлоград та Нікополь.

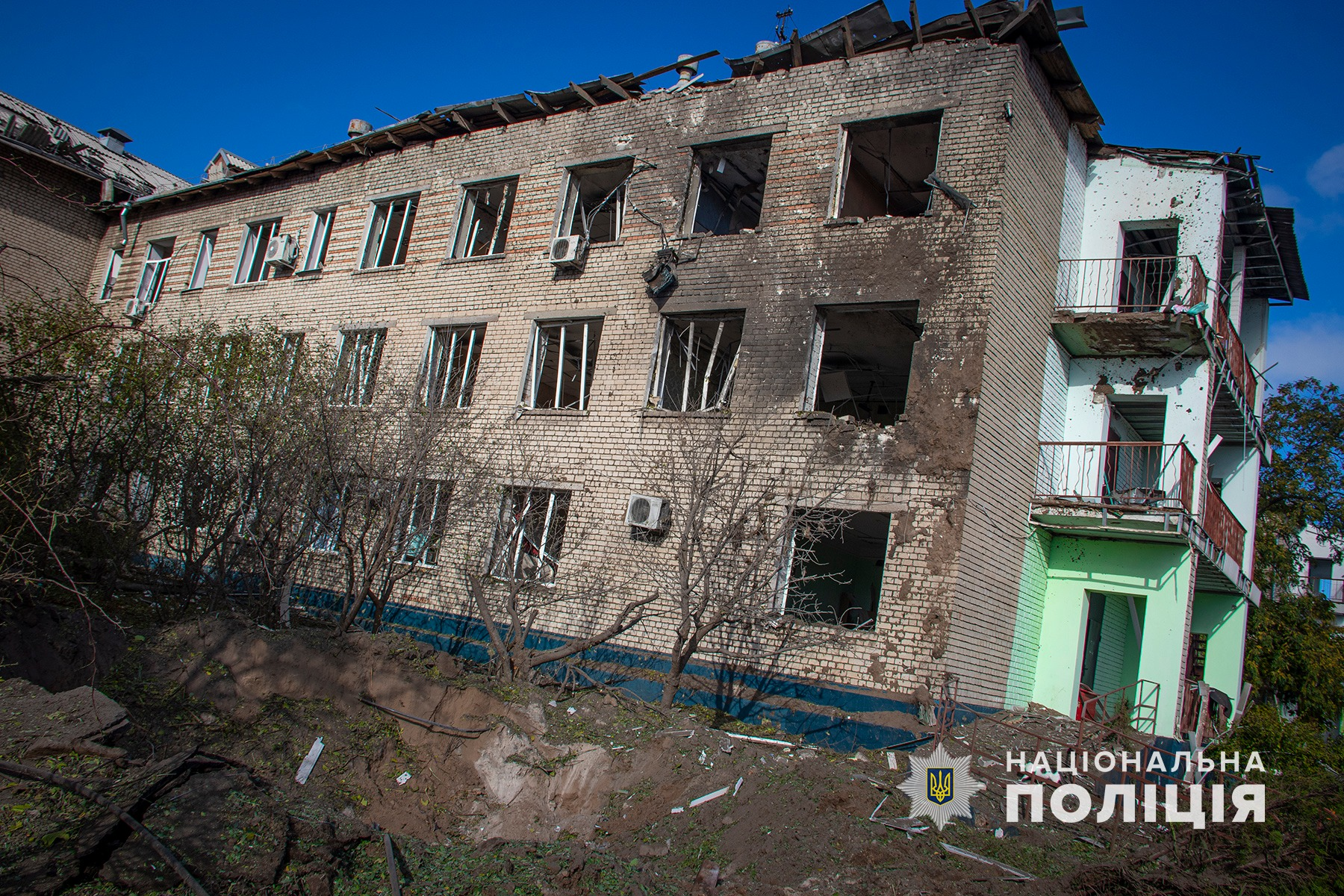
Наслідки обстрілу Запоріжжя

Ворог випустив по Запоріжжю 12 ракет С-300, загинула людина. Дронами атаковано Ладижинську ТЕС, ще 8 дронів збито над Одеською та Миколаївською областями. Повідомляється про удари по Запоріжжю, Львову, Вінниці, Павлограду та Вільногірську.
Обстріляно прифронтові райони Дніпропетровщини.
Відбувся обмін полоненими, внаслідок якого 32 українські солдати повернулися додому. Також Україна повернула тіла 62 полеглих солдатів, у тому числі з окупованої Оленівки Донецької області.

### 12 жовтня
За добу підрозділи Сил оборони України відбили атаки противника в районах н.п. Новосадове, Бахмутське, Іванград, Бахмут, Соледар, Спірне, Майорськ та Красногорівка, Озарянівка та Мар'їнка.
Протягом доби окупанти завдали 3 ракетні та 21 авіаційний удар, здійснили 104 обстріли з РСЗВ.
Ударів противника зазнали більш ніж 40 населених пунктів. Серед них — Малі Щербаки, Очаків, Нікополь та Мирне, об'єкти на території Запорізької та Миколаївської областей, райони Миколаєва, Вінниці, Черкас, Черняхова, Білогорівки, Спірного, Павлівки, Мирного та Давидового Броду. В Кам'янському районі пошкоджено об'єкт енергетичної інфраструктури.
Окупанти продовжують використовувати БпЛА, зокрема, іранського виробництва «Shahed-136», всього за добу було 33 ворожих БпЛА і 6 гелікоптерів.
Сталися вибухи в окупованих Мелітополі, Токмаку, Чорнобаївці. Вночі по Запоріжжю і передмістях росіянами було випущено близько семи ракет С-300.

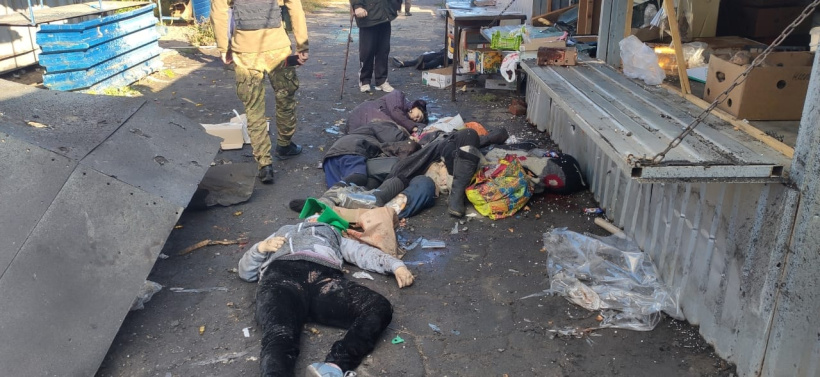
Ринок в Авдіївці після обстрілу

Російські окупанти обстріляли центральний ринок в Авдіївці Донецької області. Загинули щонайменше 7 людей, 8 людей поранено.
За інформацією Генштабу, втрати російської армії перевищили 63 тис. осіб.

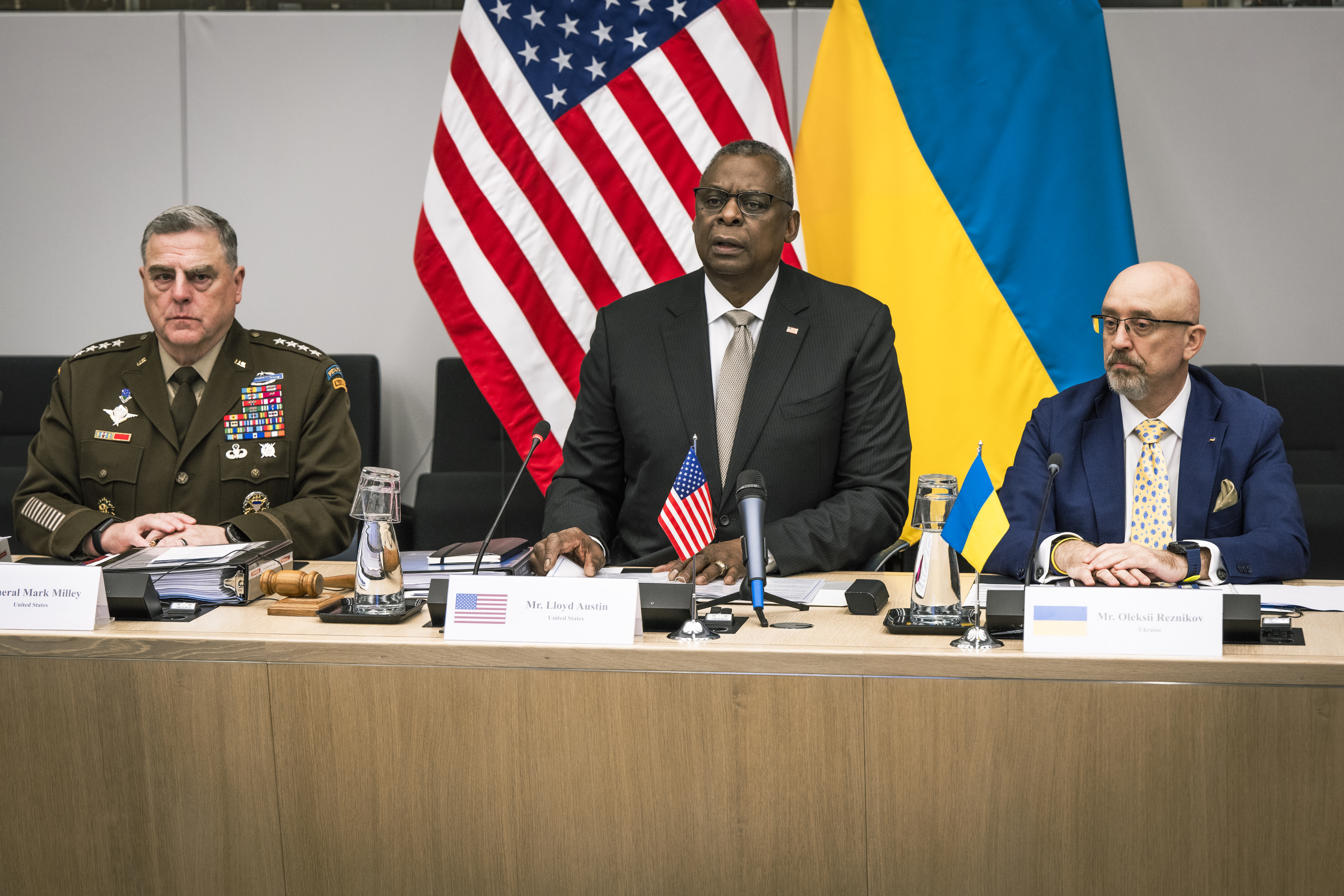
Зустріч Контактної групи з питань оборони України у Брюсселі

В Брюсселі у форматі «Раммштайн» відбулася чергова, шоста, зустріч представників країн, які надають військову допомогу Україні. Союзники обговорили способи якнайшвидшого посилення ППО України та створення багаторівневої системи захисту від загроз з повітря. Члени Контактної групи підтвердили готовність постачати для ЗСУ те, що буде необхідно в наступні «тижні, місяці чи роки», додатково активізувати допомогу з навчання українських військових, а також наростити виробництво зброї, яка буде потрібна Україні.
Генасамблея ООН засудила організовані РФ «референдуми» й вимагає скасувати анексію українських територій. «За» проголосували 143 держави, 35 — утримались, «Проти» проголосували 5 держав (росія, КНДР, Нікарагуа, Беларусь, Сирія).

### 13 жовтня
В Міноборони офіційно повідомили про звільнення ще п'яти населених пунктів Херсонщини. Це Нововасилівка, Григорівка, Нова Кам'янка, Трифонівка і Червоне.

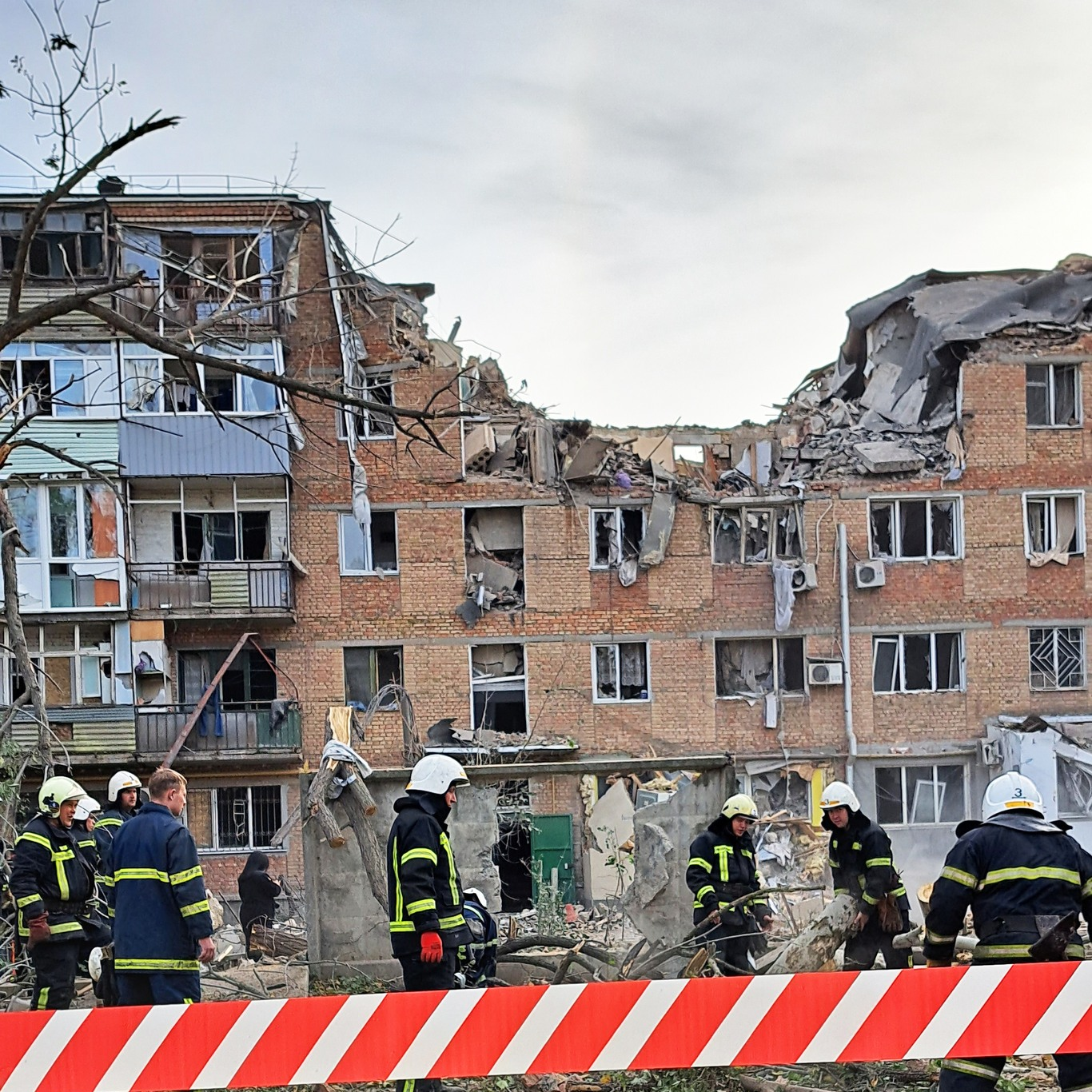
Будинок у Миколаєві після обстрілу 13 жовтня

Протягом доби Сили оборони відбили атаки противника у напрямках н.п. Терни, Опитне, Веселе, Невельське, Одрадівка, Іванград, Бахмут, Нова Кам'янка та Сухий ставок.
За добу окупанти завдали 2 ракетних та 16 авіаційних ударів, здійснили 70 обстрілів з РСЗВ. Зокрема, постраждали н.п. Броди (військовий об'єкт), Наливайківка Київської області, Миколаїв та Нікополь. Противник використав крилаті, авіаційні, зенітні керовані ракети та БпЛА іранського виробництва. У Миколаєві ворог з С-300 влучив вночі у п'ятиповерховий житловий будинок, загинуло 8 мешканців.
Відбувся ще один обмін полоненими: звільнено з полону 20 захисників України.
Парламентська асамблея Ради Європи ухвалила резолюцію, в якій Росія названа «терористичним режимом».

### 14 жовтня
Силам оборони вдалося відбити атаки противника в Донецькій області. Зокрема, в районах н.п. Берестове, Яковлівка, Бахмутське, Бахмут, Опитне, Іванград, Спірне, Невельське, Мар'їнка, Білогорівка, Терни, Новомихайлівка та Красногорівка.

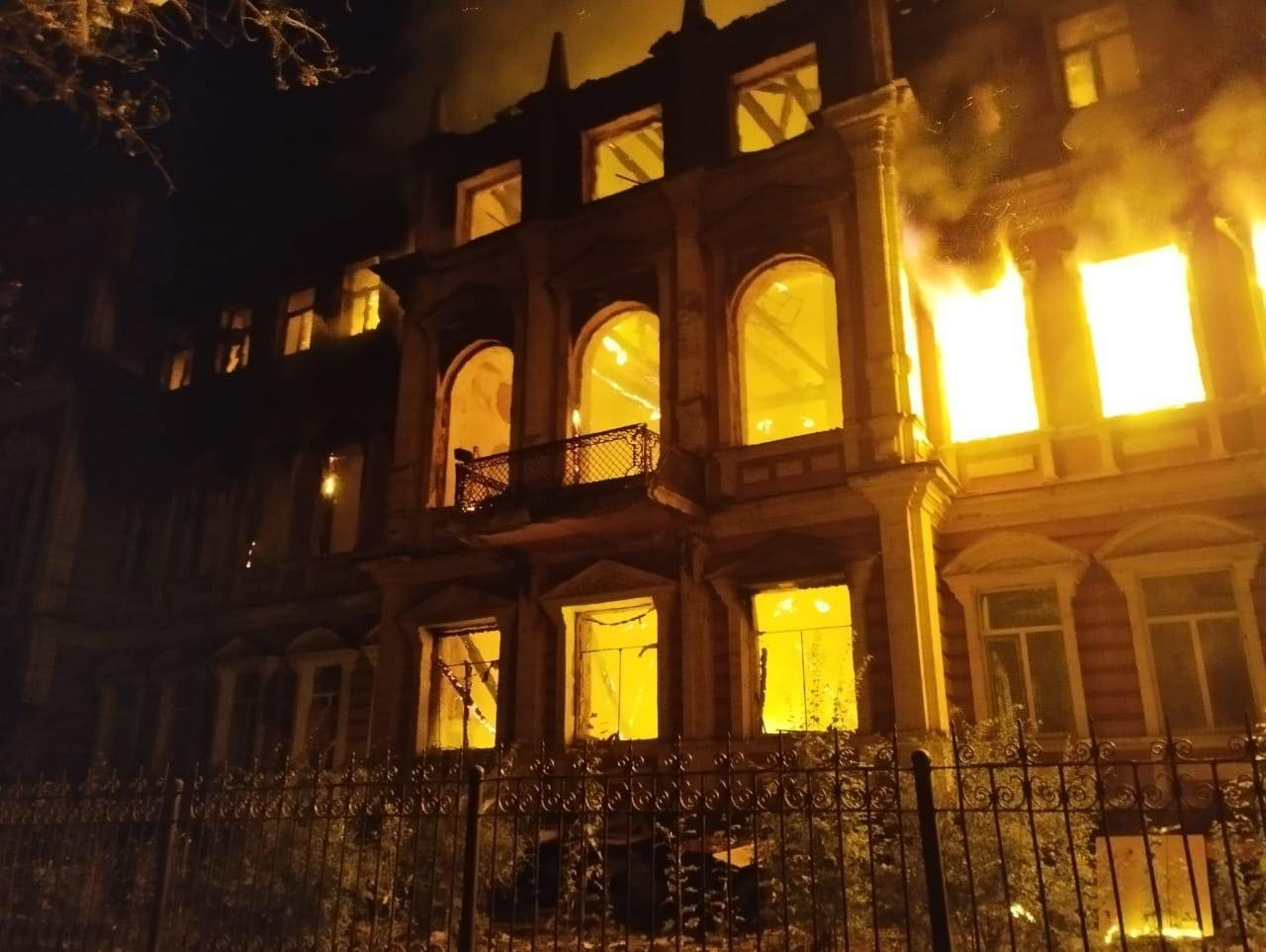
Бахмутський коледж транспортної інфраструктури, розташований в історичній будівлі земської управи, після обстрілу 14 жовтня

Загалом за добу окупанти завдали 6 ракетних та 30 авіаційних ударів, здійснили 48 обстрілів з РСЗВ. Постраждалі н.п. Костянтинівка, Чумаки, Лебединське, Запоріжжя, Давидів Брід, Мирне та Очаків, Харків, Соледар, Бахмут.
Вночі окупанти обстріляли Дніпропетровську область. Вдень російські війська завдали щонайменше 4 ракетних удару по Харкову.
Укрзалізниця відновила залізничне сполучення з Краматорськом на Донеччині після піврічної паузи.
У Білорусі запровадили режим «контртерористичної операції» через «загрозу з боку сусідніх країн», і за наказом самопроголошеного президента Олександра Лукашенка проводять приховану мобілізацію.

### 15 жовтня
Підрозділи Сил оборони України відбили атаки противника в районах н.п. Новосадове, Торське і Спірне на Краматорському напрямку, Яковлівка, Берестове, Бахмут, Бахмутське, Соледар та Опитне на Бахмутському напрямку, Красногорівка, Невельське, Первомайське, Мар'їнка, Побєда і Невельське на Авдіївському напрямку.
Протягом доби окупанти завдали 5 ракетних та 23 авіаційних ударів, здійснили до 60 обстрілів з РСЗВ. Ударів противника зазнали об'єкти та мирні громадяни більш ніж 20 населених пунктів. Серед них — Костянтинівка, Білогір'я, Іванівка, Бахмут, Соледар, Яковлівка, Давидів Брід, Наливайківка, Нікополь і Шахтарське Дніпропетровської області; Глушківка на Харківщині; Оріхів і Малі Щербаки Запорізької області; Дмитрівка — Київської; Білогірка на Херсонщині та Вугледар на Донеччині.
Запоріжжя вночі 4 рази атакували дрони Shahed-136. Руйнувань зазнала низка об'єктів енергетичної та промислової інфраструктури.
Укренерго повідомила про напад на критичну інфраструктуру, об'єкт енергетичної інфраструктури на Київщині зазнав тяжких руйнувань.

### 16 жовтня

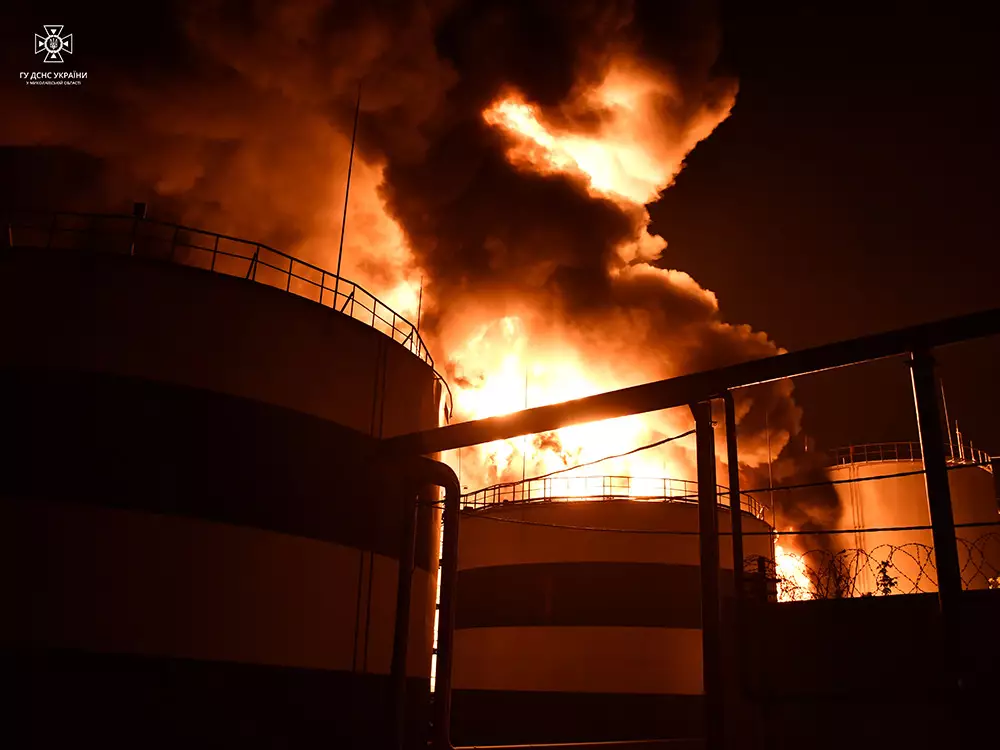
Резервуари з соняшниковою олією в Миколаєві після російської атаки дронами

За добу підрозділи Сил оборони відбили атаки окупантів в районах н.п. Торське, Спірне, Соледар, Бахмут, Майорськ, Водяне, Красногорівка, Мар'їнка та Новомихайлівка Донецької області. ЗСУ проводили операції у Бериславському районі, окупанти евакуювали свої структури з Херсону.
Протягом доби росіяни завдали 2 ракетних та 26 авіаційних ударів, здійснили 80 обстрілів з РСЗВ. Ударів російських окупантів зазнали райони понад 20 н.п. Зокрема, Стрілеча і Терни Харківської області, Правдине та Білогірка на Херсонщині, Білопілля на Сумщині, Слов'янськ, Павлівка та Новосілка Донецької області, Марганець Дніпропетровської області. Ворог атакував Миколаїв п'ятнадцятьма дронами-камікадзе, одинадцять з них наші захисники збили. Проте дрони пошкодили дві ємності з соняшниковою олією на 7,5 тисячі тон кожна, що належать компанії-експортеру. Ємності загорілися, олія розтеклася вулицями.
Сталися вибухи в центрі окупованого росіянами Донецька.
Окупанти протягом ночі масовано обстрілювали Нікопольський та Марганецький район Дніпропетровської області.У Нікополь, за цю ніч прилетіли понад 40 снарядів. Кількість знищених росіян сягнула 65 тис.
ГУР оголосила про винагороду у розмірі $100 тис. за полоненого російського терориста Ігоря Гіркіна (Стрєлкова).

### 17 жовтня

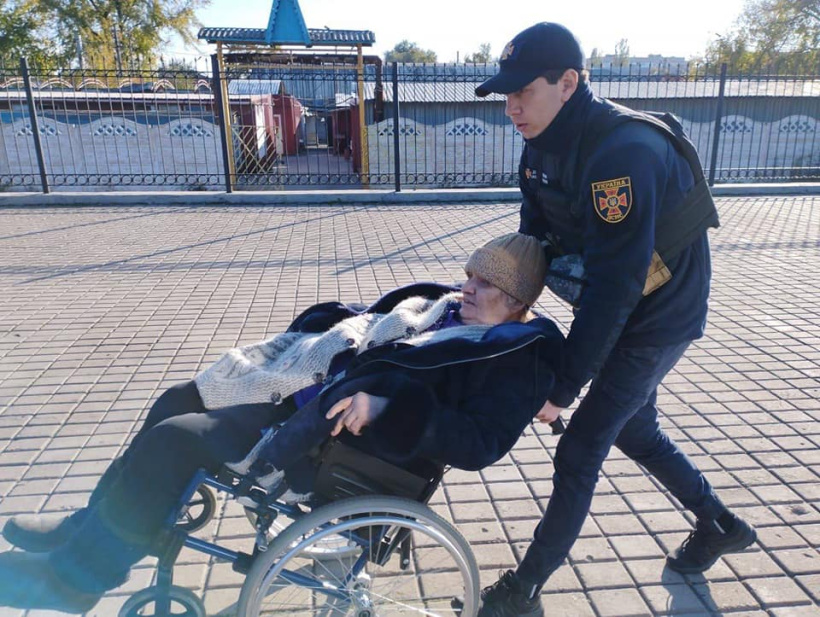
ДСНС евакуює жителів Донецької області

ЗСУ відбили атаки окупантів в районах н.п. Спірне, Бахмутське, Бахмут, Іванград, Кліщіївка, Первомайське, Майорськ, Мар'їнка, Красногорівка, Побєда та Невельське Донецької області, Берестове Харківської області.
Росіяни завдали 10 ракетних та 58 авіаційних ударів, здійснили 35 обстрілів з РСЗВ. Крім того, задіяно 43 безпілотні літальні апарати іранського виробництва «Shahed -136», 38 з яких збито українськими воїнами.
Ударів росіян зазнали райони 60 населених пунктів: Київ та н.п. області, Запоріжжя, Козача Лопань і Стрілеча Харківської області, Білогорівка, Красногорівка, Терни, Соледар і Мар'їнка Донецької області, Нова Кам'янка і Білогірка Херсонської області; а також інші населені пункти Вінницької, Дніпропетровської, Одеської, Миколаївської, Хмельницької та Сумської областей.

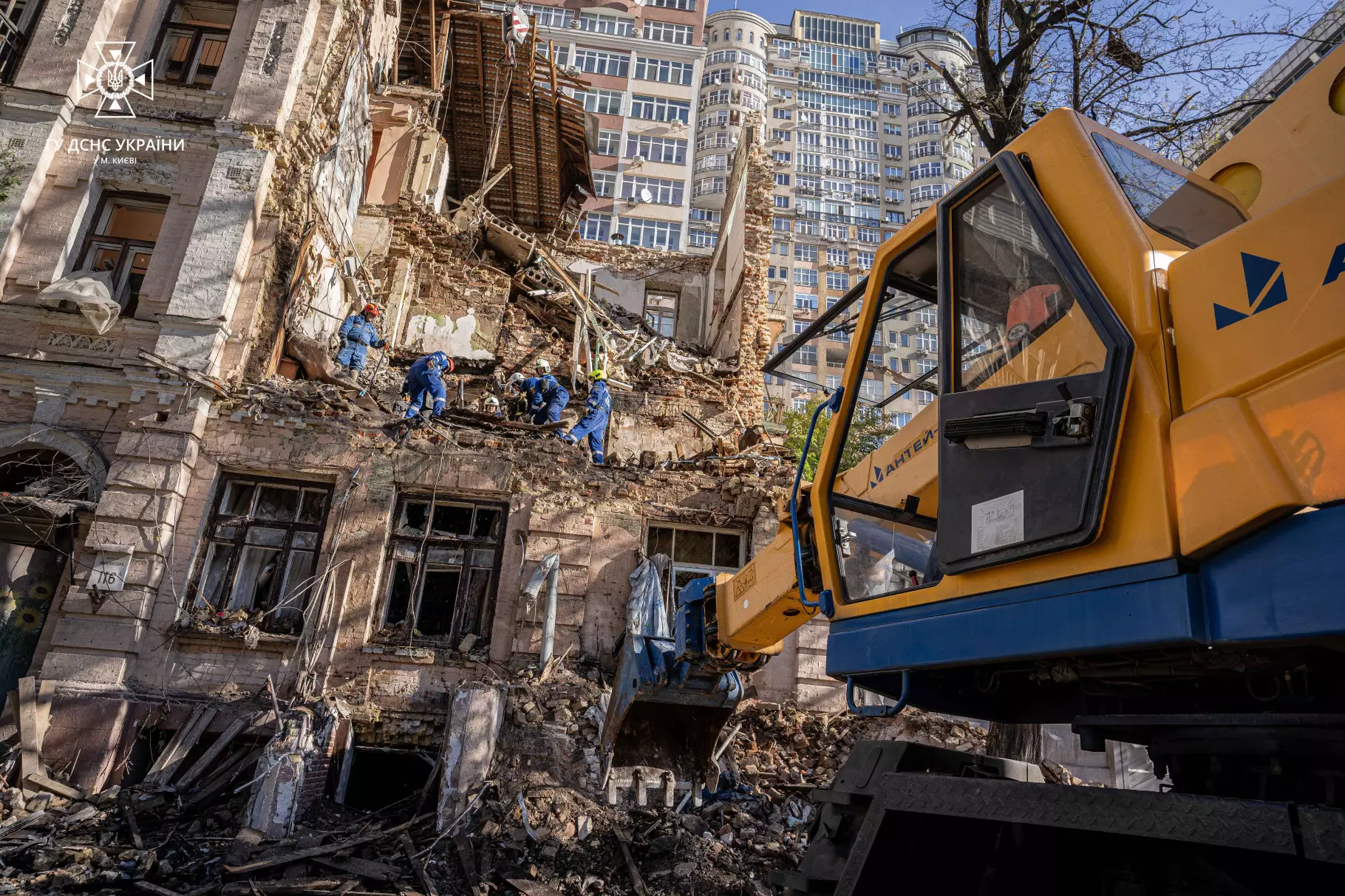
Зруйнований історичний будинок у Києві

О 7:00 Київ атакували російські дрони, підтверджено чотири попадання в Шевченківському районі. Декілька дронів Shahed-136 вдалося збити ППО та вогнепальною зброєю. У Києві загинуло 5 людей. Більшість ворожих дронів було збито.
Повітряна атака на Миколаїв, Одесу. Пошкоджено об'єкти інфраструктури у Дніпропетровській області, Роменському районі.
До України в рамках обміну полоненими повернулися 108 жінок. Серед звільнених 11 офіцерок та 85 рядових та сержанток. 37 з них — раніше були евакуйовані з Азовсталі.
МЗС України заявило, що надання Іраном зброї (БпЛА) для ведення Росією повномасштабної війни робить його співучасником агресії та воєнних злочинів на території України.
Російський Су-34 при наборі висоти для навчально-тренувального польоту упав на житловий будинок у місті Єйськ.

### 18 жовтня

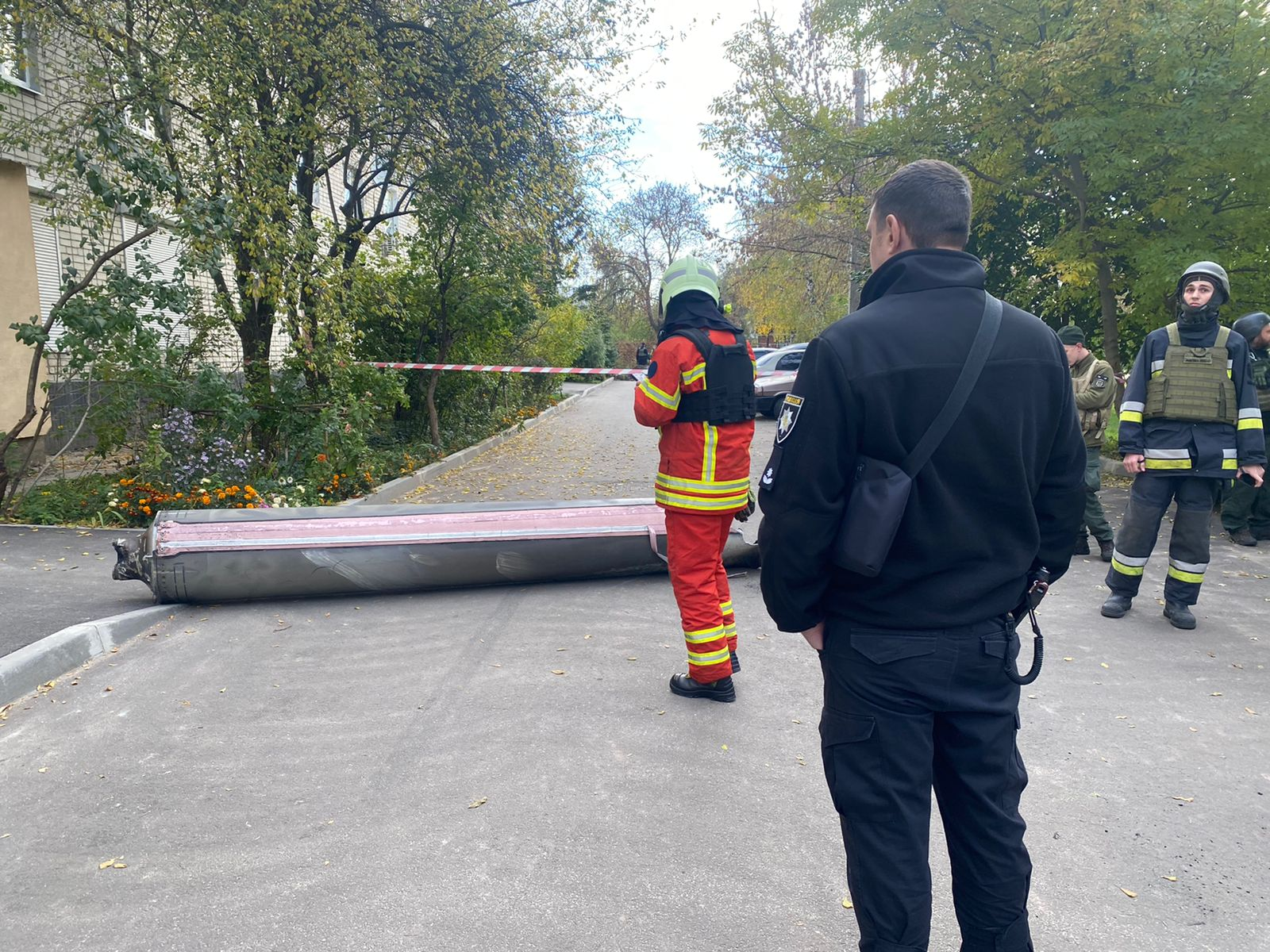
Ракета від обстрілу Харкова

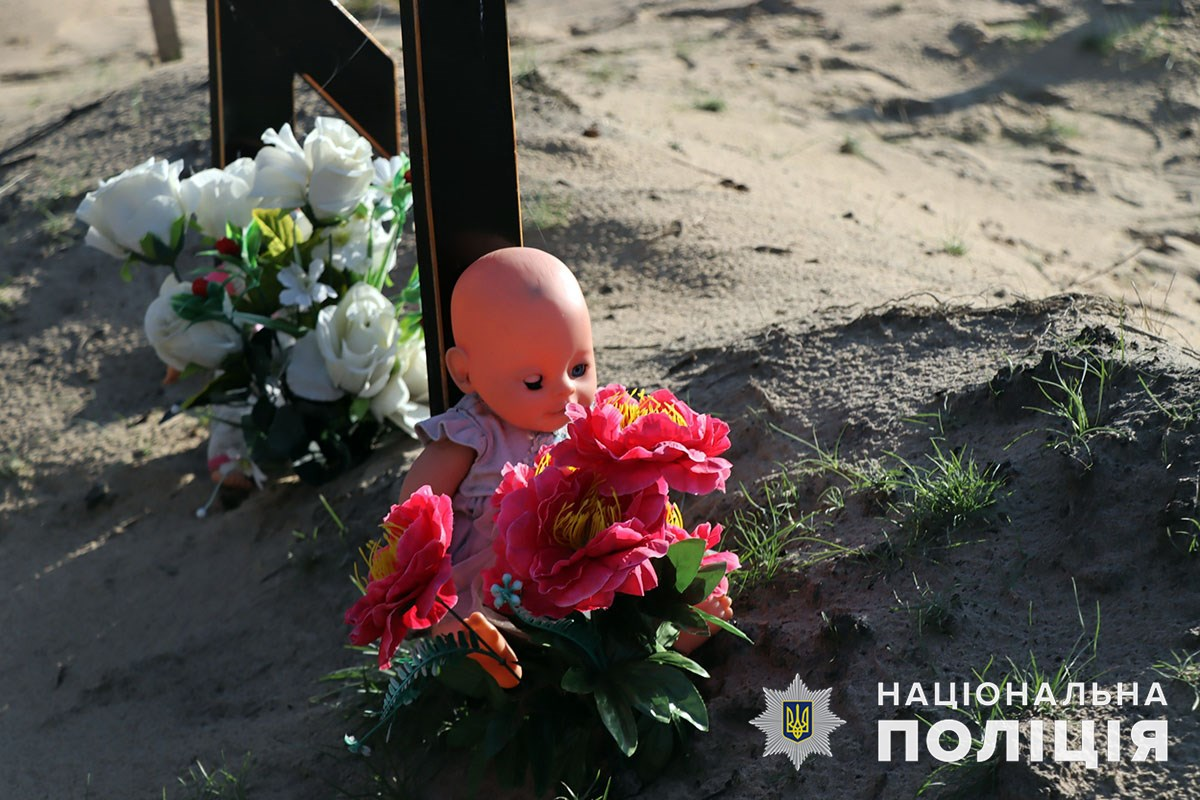
Поліція ексгумує тіла з поховань у Лимані, зроблених під час окупації

За добу підрозділи Сил оборони України відбили атаки окупантів в районах н.п. Огірцеве і Дворічна Харківської області; Білогорівка на Луганщині; Новокалинове, Майорськ, Одрадівка, Нью-Йорк, Новомихайлівка, Невельське, Опитне та Мар'їнка Донецької області.
Протягом доби противник завдав 10 ракетних та 18 авіаційних ударів, здійснив більш як 76 обстрілів з РСЗВ.
Ударів противника зазнали райони понад 10 населених пунктів. Серед них — Київ, Житомир, Харків, Дніпро, Кривий Ріг, Запоріжжя, Миколаїв, Курахове (ТЕЦ) Донецької області, Миколаїв та Трихати на Миколаївщині. Для цього ворог використав крилаті, авіаційні та зенітні керовані ракети. Крім того, на одному з напрямків, окупанти задіяли 14 безпілотних літальних апаратів іранського виробництва «Shahed -136», 10 з яких збили підрозділи Сил оборони.
З ранку було обстріляно Миколаїв (ракетами С-300 було влучено в житловий будинок та ринок.) та Кривий Ріг. Також вибухи пролунали в Дніпрі, Житомирі (вражені об'єкти енергетичної інфраструктури) і Харкові. По Києву з ранку було завдано 3 удари. Вибухи були в Деснянському районі столиці, влучили в об'єкт енергозабезпечення, відбуваються перебої в енергопостачання та водовідведення. У наслідок обстрілу було троє загиблих.
Верховна Рада скасувала призов на строкову службу під час воєнного стану.
Верховна Рада визнала Чеченську Республіку Ічкерія — тимчасово окупованою Росією. За проголосували — 287 народних депутатів. Проти — 0. Також парламент засудив вчинені росіянами злочини проти чеченського народу.
Парламент Естонії визнав Росію державою-спонсором тероризму

### 19 жовтня

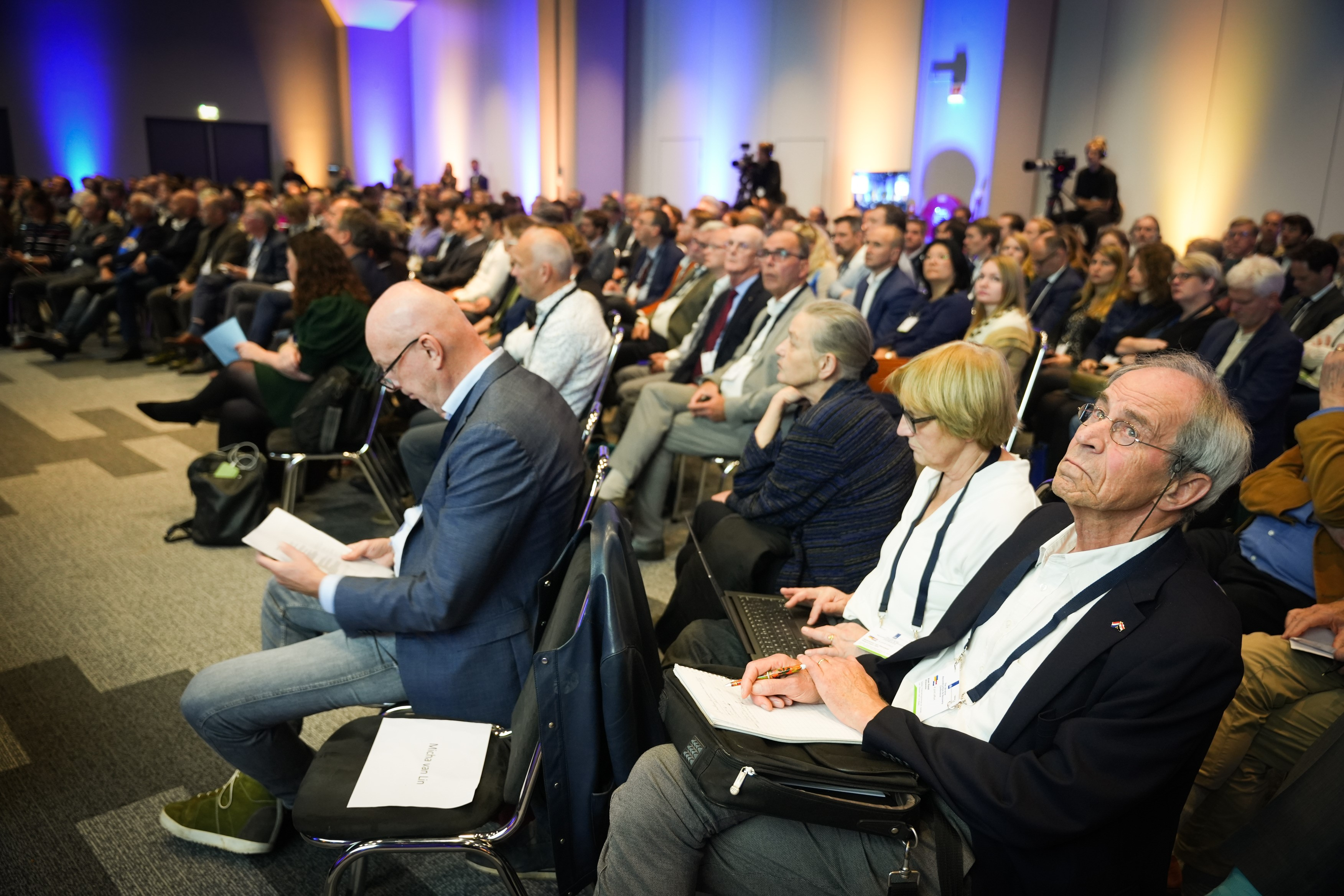
Конференція з відновлення України у Гаазі

За добу ЗСУ відбили атаки окупантів в районах н.п. Білогорівка Луганської області; Бахмут, Бахмутське, Кліщіївка, Красногорівка, Новомихайлівка, Невельське, Опитне та Мар'їнка Донецької області. Противник завдав 11 ракетних та 28 авіаційних ударів, здійснив понад 65 обстрілів з РСЗВ.
Ворог вчергове завдав масованого удару крилатими ракетами та іранськими ударними БпЛА по цивільній інфраструктурі в Київській Чернігівській, Вінницькій, Івано-Франківській (влучення по Бурштинській ТЕС — внаслідок удару на ній виникла пожежа.), Донецькій, Дніпропетровській, Запорізькій та Миколаївській областях. Вночі окупанти атакували Умань Черкаської області та Коблеве Миколаївської області п'ятьма БпЛА Shahed-136. Всіх їх було збито ЗСУ. Загалом ударів противника зазнали райони понад 25 населених пунктів. Це, зокрема, Ладижин Вінницької області, Зеленодольськ Дніпропетровської області, Сіверськ, Слов'янськ і Терни на Донеччині, Значкове Запорізької області та Давидів Брід на Херсонщині.
Російські війська вночі ударили по Енергодару, місто частково без світла й води; обстріляно Криворізький і Нікопольський райони. В Оріхові обстрілом зруйновано історичні будівлі гімназії та реального училища.
У російському Бєлгороді вибух на об'єкті енергетичної інфраструктури. За 36 діб ЗСУ збили 223 Shahed-136.
Президент Росії Путін ввів «воєнний стан» у тимчасово окупованих Херсонській, Запорізькій, Донецькій та Луганській областях України. Окупаційна російська влада Херсонської області повністю покидала Херсон та евакуюється на лівий берег Дніпра. Лунали вибухи в Івано-Франківській області та в Чернігові.

### 20 жовтня

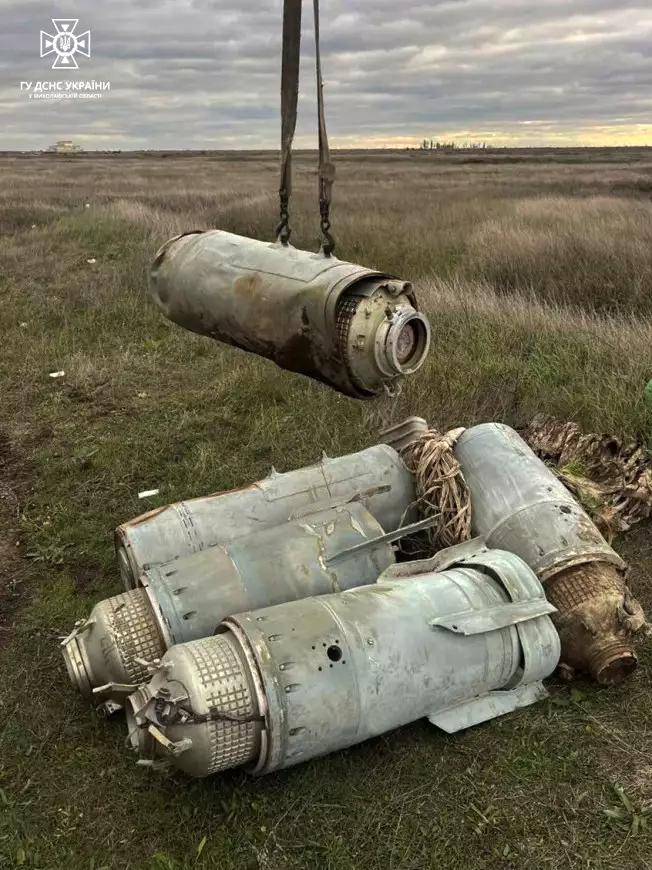
Авіабомби ОФАБ-500 ШР, знайдені в Миколаївській області

За добу підрозділи Сил оборони відбили атаки російських окупантів в районах н.п. Білогорівка Луганської області; Опитне, Бахмут, Побєда та Мар'їнка Донецької області. Часткове просування окупантів під Тернами і Бахмутом Донецької області.
Протягом доби противник завдав 3 ракетних та 24 авіаційних ударів, здійснив до 30 обстрілів з РСЗВ. Ударів противника зазнали до 20 населених пунктів. Зокрема, Терни, Бахмут, Вугледар і Комишуваха; Миколаїв; Нова Кам'янка і Мала Сейдеминуха Херсонської області та Гатище на Харківщині.
Ворог вчергове завдав масованого удару з використанням іранських ударних БпЛА по цивільній інфраструктурі України. З 20 БпЛА, 15 — успішно збиті Силами оборони України.
Ракетні обстріли Кривого Рогу, смт Комишуваха під Запоріжжям та Миколаєва з С-300.
Президент Зеленський затвердив санкції проти понад 2507 фізичних та 1374 юридичних осіб РФ. Санкції включають 17 обмежувальних заходів: від блокування активів та повного припинення торгових операцій і транзиту ресурсів до зупинення виконання економічних та фінансових зобов'язань, анулювання або зупинення ліцензій.
У зверненні до Європейської ради Президент Володимир Зеленський повідомив про підготовку росіянами теракту на півдні України, а саме про мінування і підготовку до підриву дамби Каховської гідроелектростанції, яка утримує обсяг близько 18 мільйонів кубічних метрів води. В зоні швидкого затоплення — понад 80 населених пунктів, включно з Херсоном.

## 21-31 жовтня

### 21 жовтня
За добу підрозділи Сил оборони відбили атаки окупантів в районах н.п. Тернова Харківської області; Білогорівка та Золотарівка Луганської області; Лиман, Іванград, Соледар, Новокалинове, Озарянівка, Одрадівка та Первомайське на Донеччині.

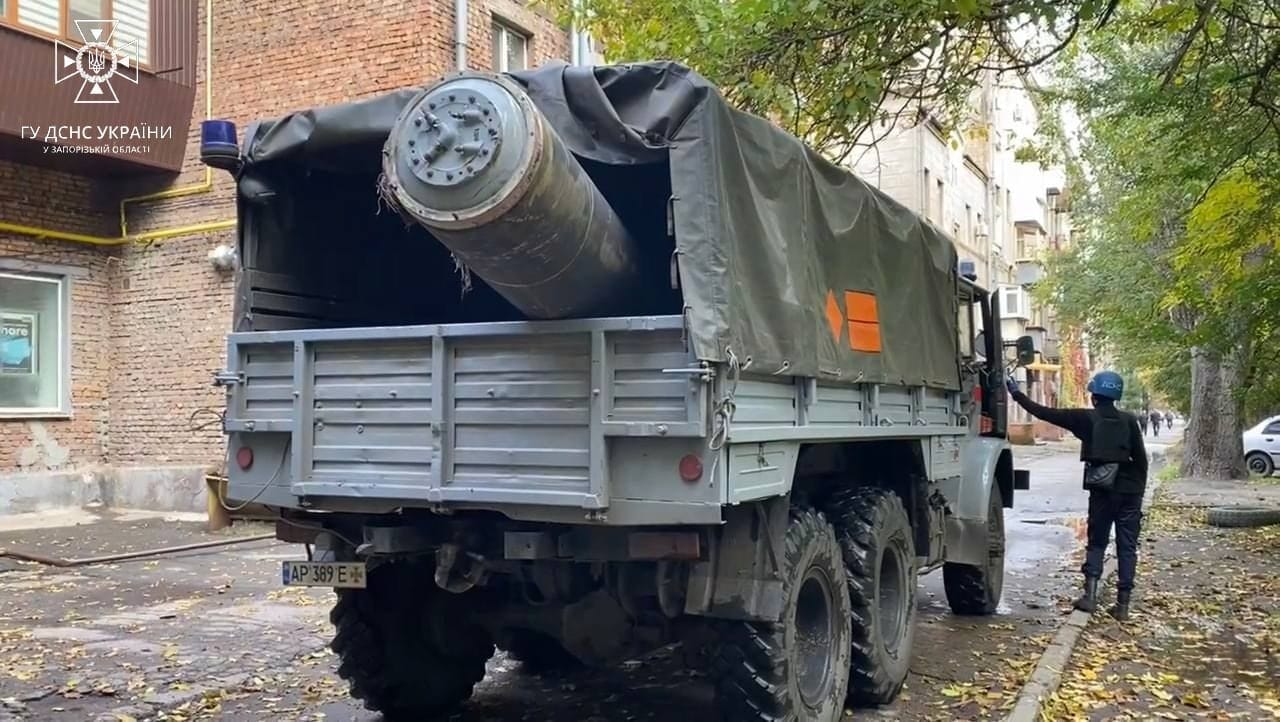
Прибирання російської ракети після обстрілу Запоріжжя

Протягом доби окупанти завдали 5 ракетних та 19 авіаційних ударів, здійснили понад 94 обстрілів з РСЗВ. Ударів авіаційних та зенітних керованих ракет противника зазнали райони близько 20 населених пунктів. Серед них — Харків (влучання в об'єкт промислової інфраструктури в Київському районі. 6 поранених)., Куп'янськ; Бахмут, Одрадівка, Мар'їнка, Зеленопілля Донецької області; Запоріжжя та Нововоскресенське Херсонської області.
Повідомляється про знищення в Україні 10 іранських інструкторів по дронам і про евакуацію окупаційної адміністрації з Берислава.

### 22 жовтня
За добу підрозділи Сил оборони відбили атаки окупантів в районах н.п. Бахмут, Озарянівка та Одрадівка Донецької області.. Російські війська повністю залишили села Чарівне і Чкалове на Херсонщині.
Протягом доби окупанти завдали 32 ракетних удари та запустили 16 БпЛА Shahed-136. 20 крилатих ракет та 11 БпЛА було збито ЗСУ. Ворог наніс 25 авіаударів та здійснив понад 80 обстрілів з РСЗВ.
Було нанесено ударів по об'єктам енергетичної та критичної інфраструктури Волинської, Рівненської, Харківської, Хмельницької, Кіровоградської, Черкаської, Запорізької, Одеської та Миколаївської областей, зокрема, нанесені удари по енергетичній інфраструктурі в Хмельницькому, Рівному, Луцьку, Ковелі, Кропивницькому, Голованівському району, Одеському району. Виникли перебої з електропостачанням. Підприємство Рівнеазот аварійно призупинило роботу через обстріли.
Обстріляно Нікопольську і Марганецьку громади. Був обстріляний Бериславський район Херсонської області, є загиблі та зруйновані будівлі.
Президента компанії «Мотор Січ», колишнього народного депутата В'ячеслава Богуслаєва затримали за підозрою в державній зраді.

### 23 жовтня

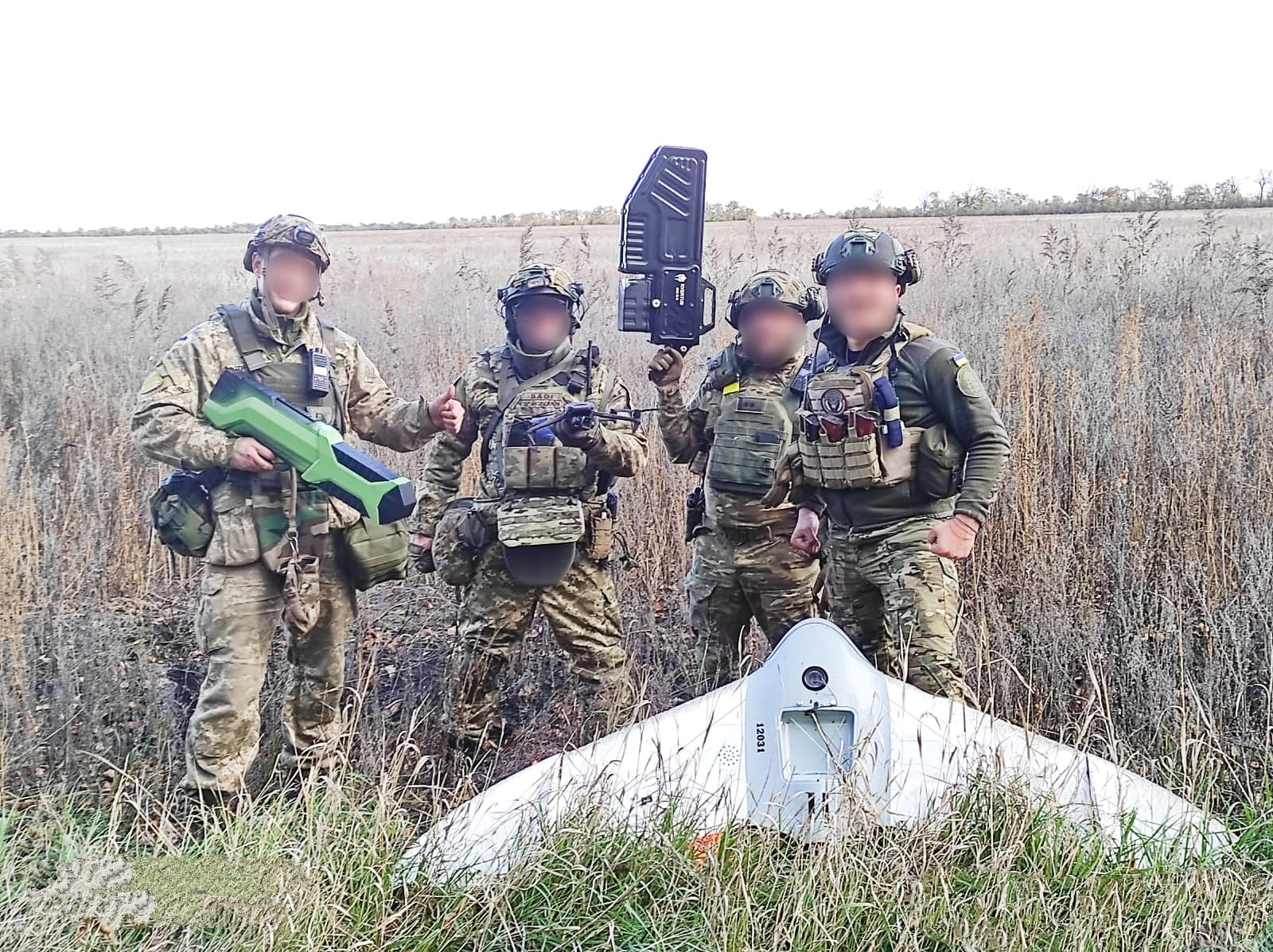
Російський безпілотник, приземлений нацгвардійцями в Донецькій області

Підрозділи Сил оборони України відбили атаки ворога в районах н.п. Землянки і Чугунівка Харківської області, а також Соледар, Бахмут, Андріївка, Кліщіївка, Новомихайлівка, Мар'їнка, Невельське, Первомайське та Авдіївка Донецької області.
За добу окупанти завдали 2 ракетних та 28 авіаційних ударів, здійснили 65 обстрілів з РСЗВ. Ворожих ударів зазнали об'єкти цивільної інфраструктури Бахмута, Миколаєва, Запоріжжя та Новотавричеського Запорізької області.
ЗСУ збили 16 іранських Shahed, Запорізьку область росіяни атакували дронами та ракетами комплексу С-300. Обстріляно Нікопольський район.
Російський Су-30СМ  під час випробувального польоту увійшов у пікірування і впав на житловий двоповерховий будинок в Іркутську.

### 24 жовтня

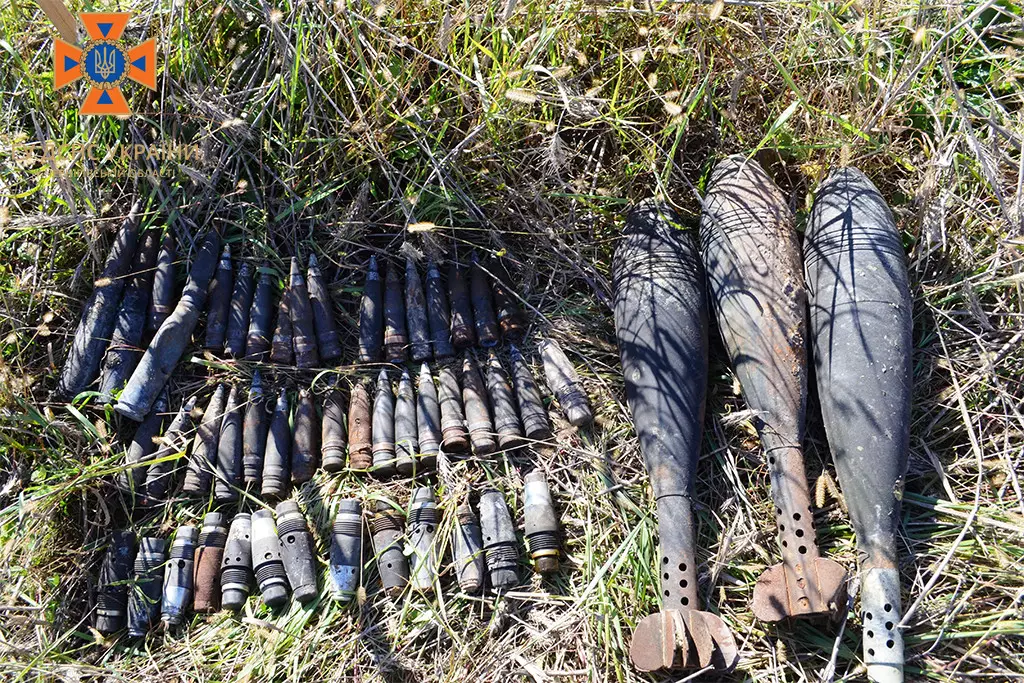
Станом на 24 жовтня знешкоджено 47 143 вибухонебезпечних предмети.

ЗСУ звільнили Кармазинівку, М'ясожарівку і Невське на Луганщині та Новосадове на Донеччині. У ввечері ЗСУ вдарили по базі бійців Кадирова у Херсонській області. В результаті понад 60 окупантів поранено, ще близько 40 ліквідовано.
За минулу добу Сили оборони України відбили атаки окупантів в районах населених пунктів Білогорівка Луганської області та Бахмут, Білогорівка, Верхньокам'янське, Іванград, Кліщіївка, Спірне, Соледар, Мар'їнка і Невельське Донецької області.
За добу, окупанти завдали 3 ракетних та 12 авіаційних ударів, здійснили понад 60 обстрілів з РСЗВ. Ворожих ударів зазнали об'єкти цивільної інфраструктури н.п. Вугледар і Нескучне Донецької області, Нова Кам'янка Херсонської області та Миколаїв.
Ворог здійснював обстріли вздовж всієї лінії фронту від Чернігівщини до Миколаївщини.
На сторінці видання Bellingcat вийшло резонансне розслідування від Христо Грозева, де висвітлюються імена корегувальників крилатих ракет, що випускаються по Україні.

### 25 жовтня
За добу підрозділи Сил оборони відбили атаки окупантів в районах н.п. Іванград, Бахмут, Бахмутське, Соледар, Курдюмівка, Красногорівка, Новомихайлівка, Невельське та Тернова.
Протягом доби противник завдав 5 ракетних та 30 авіаційних ударів, здійснив понад 100 обстрілів з РСЗВ. Ворожих ударів зазнали райони більш ніж 40 н.п. Серед них — Дніпро (АЗС, 2 загиблих), Нікополь Дніпропетровської області, Приколотне на Харківщині, Бахмутське і Вугледар Донецької області, Велика Олександрівка та Нова Кам'янка на Херсонщині. Також ворог здійснював обстріли вздовж всієї лінії фронту від Сумщини до Миколаївщини.
Україна повернула тіла ще 25 загиблих військових
За 10 днів було завдано ударів по всім тепловим електростанціям ДТЕК, внаслідок чого було виведено з ладу чверть енергоблоків ТЕС компанії. Були обстріляні також Трипільська та Зміївська ТЕС державної Центренерго, пошкоджені Київські ТЕЦ та низка великих теплоелектроцентралей інших міст.
До Києва вперше після повномасштабного вторгнення РФ прибув президент Німеччини Франк-Вальтер Штайнмаєр, який також відвідав Корюківку.
Новим прем'єр-міністром головного європейського союзника України Великої Британії став Ріші Сунак.
Через пошкодження об'єктів енергетики російськими загарбниками, почалися масові відключення електроенергії по всіх областях України.

### 26 жовтня
За добу підрозділи Сил оборони відбили атаки окупантів в районах н.п. Білогорівка Луганської області та Майорськ, Бахмутське, Бахмут, Іванград, Андріївка, Соледар, Курдюмівка, Красногорівка, Новомихайлівка, Невельське, Мар'їнка та Кам'янка Донецької області.
Протягом доби противник завдав 18 авіаційних та 4 ракетні удари і здійснив 56 обстрілів з РСЗВ, зокрема окупанти вдарили із РСЗВ по Нікополю, по Оріхову та Преображенці Запорізької області, 2 людей загинуло. Також ворог здійснював обстріли вздовж всієї лінії фронту від Харківщини до Миколаївщини.
В рамках ще одного обміну полоненими вдалося звільнити 10 українських захисників та повернути тіло загиблого американського добровольця.
Протягом дня в Україні 5 разів тривали повітряні тривоги, найменше у західних областях — 4.

### 27 жовтня
За добу підрозділи Сил оборони відбили атаки окупантів в районах н.п.: Андріївка, Білогорівка Луганської області; Бахмут, Бахмутське, Времівка, Зеленопілля, Соледар, Майорськ, Мар'їнка, Невельське, Новобахмутівка, Первомайське, Яковлівка Донецької області.
Українські військові підтвердили знищення двох складів боєприпасів та понтонної переправи з військовою технікою противника у Херсонській області. Також повідомляється про пожежу на складі ПММ окупантів у Шахтарську.

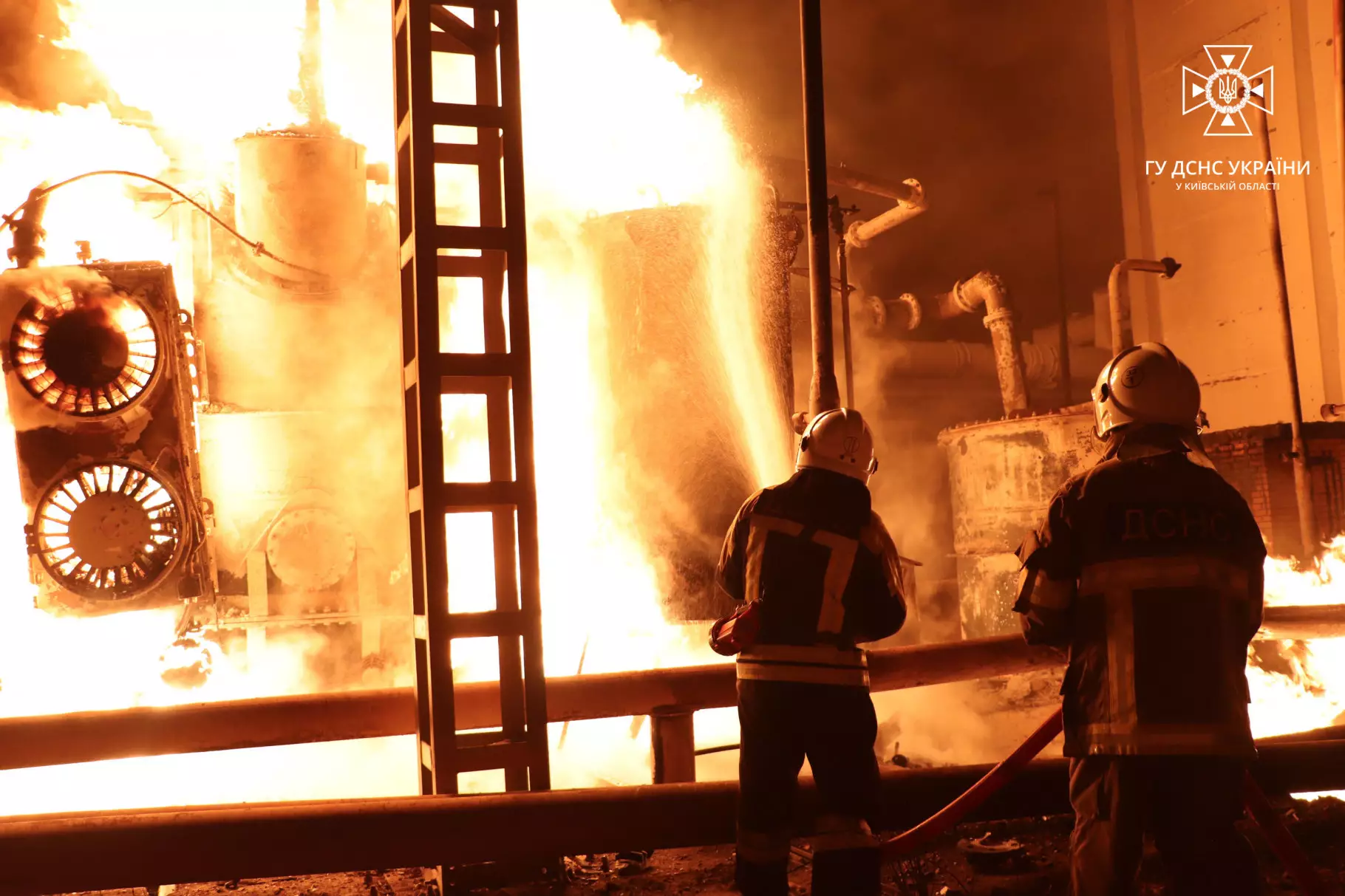
Пожежа після удару по об'єкту енергетичної інфраструктури в Київській області

Протягом доби противник завдав 15 авіаційних та 1 ракетний удар, здійснив понад 40 обстрілів з РСЗВ; постраждали населені пункти Білогірка, Нова Кам'янка, Новогреднєве Херсонської області, Степове Запорізької області та Мар'їнка і Павлівка на Донеччині.
Вночі ворог наніс удари по Київській області (дронами) і по Запорізькій області.
На Харківщині в с. Копанка виявили масове поховання українських солдат. З братської могили підняли 17 тіл.

### 28 жовтня
За добу підрозділи Сил оборони відбили атаки окупантів в районах н.п. Водяне, Кам'янка та Невельське Донецької області.
Протягом доби противник завдав 4 ракетних та 25 авіаційних ударів, здійснив понад 70 обстрілів з РСЗВ. Ударів противника зазнали райони 35 н.п. у Харківській, Донецькій, Херсонській та Миколаївській областях. Серед них — Сіверськ і Пречистівка Донецької області; Малі Щербаки Запорізької області; Давидів Брід і Мала Сейдеминуха на Херсонщині та Кобзарці Миколаївської області. Миколаїв обстріляно з С-300. Також ворог здійснював обстріли вздовж всієї лінії фронту від Чернігівщини до Миколаївщини.

### 29 жовтня
За добу підрозділи Сил оборони відбили атаки окупантів в районах н.п.: Яковлівка, Бахмут, Бахмутське, Олександропіль, Кам'янка, Авдіївка, Первомайське, Красногорівка, Мар'їнка, Новомихайлівка Донецької області.
Протягом доби противник завдав 5 ракетних та 23 авіаційних ударів, здійснив понад 100 обстрілів з РСЗВ. Ворожих ударів зазнали райони більш як 45 н.п.. Зокрема, Слов'янськ і Сіверськ Донецької області, Запоріжжя та Новоолександрівка на Херсонщині.
З окупованого Севастополя ЗМІ повідомили про звуки вибухів і стрілянину. Офіційна версія росіян — відбиття атаки українських БПЛА. Також надійшла інформація про пошкодження кораблів ЧФ. Після цього в рф заявили про припинення дії «зернової угоди».
Україна звільнила (обміняла) ще 52 полонених, серед яких «азовці» і моряк із Зміїного.

### 30 жовтня
За добу підрозділи Сил оборони України відбили атаки окупантів в районах н.п. Зелене Харківської області; Білогорівка, Миколаївка і Новоселівське на Луганщині; Авдіївка, Бахмутське, Веселе, Водяне, Майорськ, Мар'їнка і Новобахмутівка Донецької області.
Протягом доби ворог завдав 4 ракетних та 5 авіаційний удар, здійснив понад 90 обстрілів з РСЗВ. Ворожих ударів зазнали райони більш як 20 населених пунктів. Серед них — Куп'янськ Харківської області, Сіверськ на Донеччині, Нова Кам'янка Херсонської області та Березнегувате і Очаків на Миколаївщині.
З території Росії в напрямку населеного пункту Галаганівка було здійснено обстріл зі ствольної артилерії 122 мм.

### 31 жовтня
Ворог намагався атакувати на півночі Донецької області і одночасно втримати позиції на заході Луганщини; продовжував евакуацію техніки з-під Херсона.
Масована російська ракетна атака по Україні. Влучання в низку інфраструктурних об'єктів енергетичної сфери. Ворожих ракетних ударів зазнала інфраструктура в районах Київської, Дніпропетровської, Полтавської, Запорізької, Харківської, Черкаської, Чернівецької та інших областей. Ворог атакував військові та цивільні інфраструктурні об'єкти 55 авіаційними керованими ракетами, 45 з яких вдалось збити. Були влучання по Кременчуцькій та Дністровська ГЕС. По Харкову росіяни ракетами з комплексу С-300.
Всього ворог завдав 60 ракетних та 15 авіаційних ударів, здійснив понад 45 обстрілів з РСЗВ. Ударів зазнали райони понад 50 н.п., зокрема: Соледар, Вугледар, Яковлівка, Веселе Донецької області. Протягом доби ЗСУ звільнили 9 населених пунктів Луганської області.
Росія вперше від початку війни випустила по Україні ракети Х-55. Всі без винятку виявлені ракети Х-55 були із навмисно стертими серійними номерами. Це можуть бути ракети, які Україна передала Росії в 1990-х роках.
Електрику вимикатимуть по всій країні: «Укренерго» запроваджує нові обмеження.
Супутникові знімки зафіксували на полігонах у Білорусі російські винищувачі МіГ-31К, поруч із якими знаходяться контейнери, де можуть зберігатися ракети Кинджал. Неподалік стоять намети з російськими військовими. 

## Підсумки жовтня 2022
Місяць розпочався успішними діями ЗСУ на півночі Донецької і на сході Харківської областей: 1 жовтня звільнено Лиман, створено передумови подальшого просування на Кремінну і Сватово. Так, 5 жовтня було звільнено перше село на півночі Луганщини — Греківка. На Херсонщині ЗСУ 2-4 жовтня просунулись близько 30 км на півночі Бериславського району, звільнивши декілька десятків населених пунктів, зокрема, Архангельське, Велика Олександрівка. Дудчани і важливий вузол оборони Давидів Брід.
8 жовтня в результаті вибуху вантажівки було частково виведено з ладу Керченський міст. 10 жовтня російська влада нанесла масований ракетний удар по всій Україні, що було представлено як помсту за вибух на мосту.
Ракетних ударів протягом жовтня, окрім прифронтових міст (міста на півночі Донецької області, Миколаїв), зазнали також Одеса (01.10, 10.10), Кривий Ріг (02.10, 05.10, 18.10, 20.10), Запоріжжя (02.10, 03.10, 05.10, 06.10, 07.10, 08.10, 09.10, 10.10, 11.10, 12.10, 14.10, 15.10, 18.10), Дніпро (03.10, 10.10, 18.10, 21.10, 25.10), Харків (04.10, 08.10, 10.10, 14.10, 18.10, 21.10), Вознесенськ (04.10), Біла Церква (05.10, дрони), Гуляйполе (05.10), Шепетівка (06.10), Нікополь (дрони 08.10), Київ (10.10, 17.10 — дрони, 18.10), Львів (10.10, 11.10), Житомир (10.10, 18.10), Хмельницький (10.10, 22.10), Павлоград (11.10), Вільногірськ (11.10), Вінниця (11.10), Броди (13.10), Івано-Франківщина (Бурштинська ТЕС — 10.10, 19.10), Ладижин (19.10), Рівне (22.10), Луцьк (22.10), Ковель (22.10).
12 жовтня країни Заходу, які підтримують Україну, на саміті в Брюсселі у форматі «Раммштайн» домовились і надалі постачати Україні всю необхідну зброю.
У цей же день Генасамблея ООН засудила організовані РФ «референдуми» й зажадала скасувати анексію українських територій.
13 жовтня Парламентська асамблея Ради Європи ухвалила резолюцію, в якій Росія названа «терористичним режимом».
29 жовтня кораблі чф в районі Севастополя зазнали атаки з боку безпілотних літальних і надводних апаратів, після чого росія оголосила про вихід із «зернової угоди».
31 жовтня росія знов завдала масованого ракетного удару по об'єктам енергетичної інфраструктури України, випустивши близько 55 крилатих ракет, 45 з яких, втім, було збито силами ППО.
Головними подіями жовтня 2022, таким чином, стали вибух на Керченському мосту, який, окрім логістичних проблем, наніс удар по іміджу путіна і російської влади в цілому, звільнення Лиману і північної частини Бериславського району Херсонщини і масовані ракетні атаки по всій Україні вранці 10 і 31 жовтня. Станом на 25.10. за даними Міністерства енергетики, ворожими ракетними ударами було пошкоджено близько 40 % енергетичної інфраструктури України.
Також у жовтні на території тимчасово окупованого міста Скадовськ, що на Херсонщині, росіяни жорстоко стратили 56-річну місцеву мешканку - медсестру Тетяну Мудренко. Вона активно протестувала проти російської окупації. На початку жовтня вона відчитала українських поліцейських за співпрацю з російськими військовими та викрикнула “Скадовськ – це Україна!”. Це і стало причиною її страти.
Подальші події листопада 2022 р. — див. Хронологія російського вторгнення в Україну (листопад 2022)